# Storia della Serie A
La storia della Serie A, ovvero la massima serie del campionato italiano di calcio, è iniziata nel 1898 con l'organizzazione del primo campionato ufficiale e riporta gli avvenimenti salienti della massima divisione del calcio italiano dal 1898 a oggi.
Il torneo ha assunto la denominazione ufficiale di «Serie A» dalla stagione 1929-1930, allorché venne introdotta stabilmente la formula a girone unico.

## Storia

### Dal XIX al XX secolo: la nascita dei primiFootball Club

#### L'avvio del campionato e i trionfi del Genoa, la prima «grande»

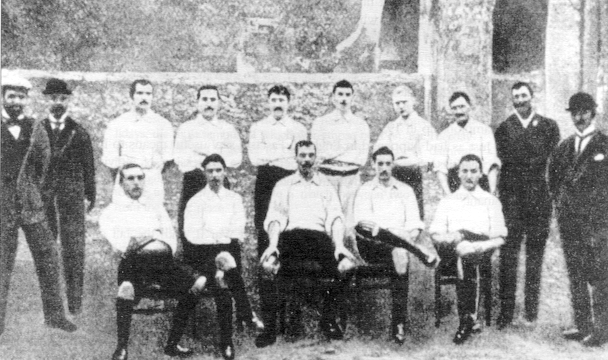
Il, primo vincitore del neonato campionato italiano di «football» nel 1898

Sebbene gli storici parlino di giochi assai simili al calcio risalenti al Medioevo, la storia del calcio moderno in Italia incominciò alla fine del XIX secolo dopo intensi traffici commerciali con l'Inghilterra. Furono infatti le città portuali a veder nascere i primi Football Club, società prevalentemente calcistiche e formate in gran parte da soci britannici.
La più antica formazione italiana tra quelle che conservano tuttora il proprio atto fondativo è il Genoa, fondato il 7 settembre 1893, sebbene alcune testimonianze sostengano che in tale data fosse già attivo l'Internazionale Torino (1891), a sua volta frutto della fusione di due precedenti sodalizi: il Torino FCC (1887) e il Nobili Torino (1889). L'ultimo decennio dell'Ottocento vide poi nascere molte altre società: tra le varie si possono citare la Torinese nel 1894, il Liguria nel 1896, la Juventus nel 1897, l'Ascoli nel 1898, il Milan nel 1899 e il Palermo nel 1900.

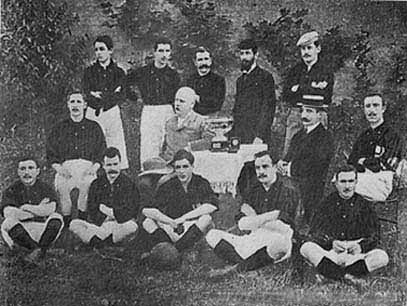
Il per la prima volta campione d'Italia nel 1901

Nonostante i pionieri di questo sport fossero diffusi in tutto il Paese, era solo nell'Italia nord-occidentale che si aveva una concentrazione di squadre tali da poter disputare stabilmente degli incontri. Già dal 1896 la Federazione Ginnastica Nazionale Italiana organizzò un campionato nazionale, nella prima edizione vinto dall'Udinese, cui seguì l'anno dopo l'affermazione dell'Unione Pro Sport Alessandria. I tornei FGNI continuarono a disputarsi annualmente, con alcune eccezioni, fino al 1913, senza però essere mai riconosciuti come ufficiali dalla futura FIGC.
La Federazione Italiana del Football (FIF) fu fondata a Torino il 26 marzo 1898 e subito organizzò il primo campionato italiano di calcio riconosciuto come ufficiale, vinto dal Genoa. Sia il primo torneo, chiusosi in una sola giornata, sia i successivi erano strutturati su un sistema a eliminazione diretta, sul modello della Coppa d'Inghilterra. A partire dal 1900 a primi turni di carattere regionale, in caso di qualificazione, seguivano semifinali e finali su base nazionale, queste ultime concepite come atto conclusivo della manifestazione a cui accedevano due sole squadre. In questo periodo, visto l'esito delle amichevoli, solo tre regioni potevano schierare squadre in grado di combattersi in maniera equilibrata: il Piemonte, la Liguria e la Lombardia. Le formazioni delle altre regioni, invece, persino nelle amichevoli rimediavano spesso pesanti sconfitte da squadre del nord-ovest, anche non di primo piano. Il Genoa fu la prima «grande» del calcio italiano, aggiudicandosi i primi tre campionati (1898, 1899 e 1900).

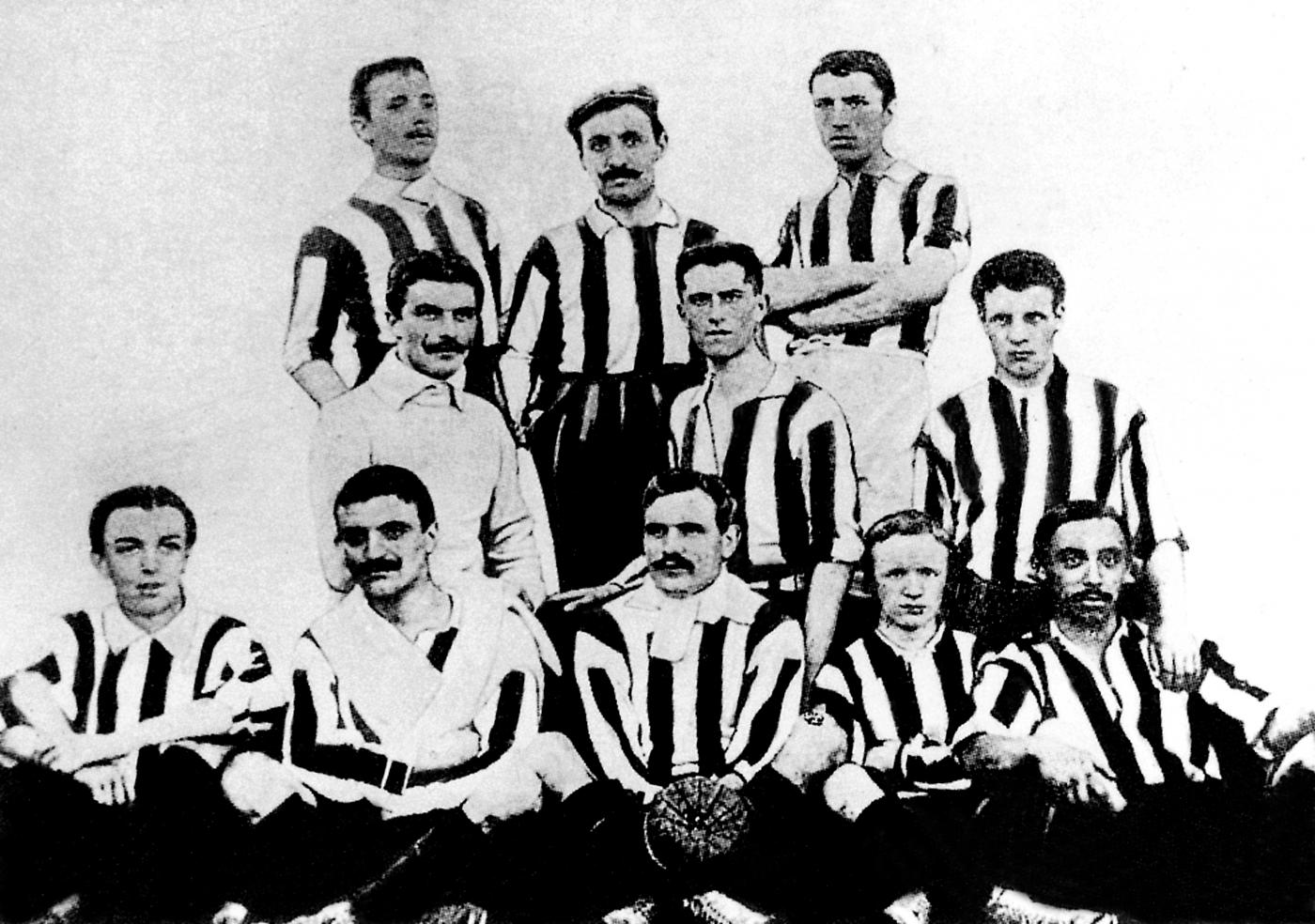
La per la prima volta campione d'Italia nel 1905

Fu il Milan, capitanato dal suo fondatore Herbert Kilpin, la prima avversaria a riuscire a fermare la corsa del Genoa, aggiudicandosi il campionato del 1901. Il Genoa si rifece l'anno successivo, per ottenere poi una seconda tripletta tricolore (1902, 1903 e 1904).
Lo svilupparsi del movimento calcistico convinse l'allora FIF, da poco iscrittasi alla FIFA, a una riforma del campionato, nel frattempo ridenominato in «Prima Categoria»: a partire dal 1905, le gare secche vennero sostituite da una serie di gruppi preliminari, le cosiddette eliminatorie regionali, propedeutiche al girone finale nazionale, oltre all'introduzione della formula di andata e ritorno. La Juventus, squadra che aveva raggiunto le due precedenti finali, riuscì a cogliere il suo primo successo dopo un pareggio casalingo del Genoa contro la US Milanese all'ultima giornata.

#### La crisi del 1908

La campione d'Italia nel torneo Federale del 1909, al termine del biennio di "nazionalizzazione" forzata dei campionati

Mentre le pionieristiche società avversarie pian piano chiudevano i battenti, Genoa, Juventus e Milan erano i capisaldi di questo primordiale calcio italiano. Tuttavia, con il passare degli anni, la primigenia matrice inglese cominciò ad attenuarsi, mentre acquistò sempre maggiore rilevanza la nuova componente formata da giocatori della Svizzera tedesca: fu grazie a essi che il Milan tornò alla vittoria nel 1906, dopo la rinuncia per protesta della Juventus a disputare la finale di spareggio, bissando il successo anche nel 1907.
Le stagioni 1908 e 1909 si caratterizzarono per il tentativo della Federazione di "nazionalizzare" a forza il campionato, favorendo le nostrane Unioni Sportive e Ginniche a discapito degli esterofili Football Club. I campionati di Prima e Seconda Categoria furono sdoppiati in due competizioni: una "italiana" autarchica, che assegnava il tradizionale titolo di "Campione d'Italia", e una "federale" aperta a tutti, abbinata al neonato titolo di "Campione Federale d'Italia". La sottrazione agli stranieri del diritto di competere per il titolo di "Campione d'Italia" provocò la tenace reazione dei Football Club, che fecero fallire il progetto della Federazione: essi dapprima saltarono un'intera stagione, rendendo il torneo "italiano" l'unico ufficiale del 1908, e successivamente boicottarono il solo campionato "italiano" 1909, imponendo alla FIF di riconoscere come titolo tricolore quello "federale". Ad approfittare della situazione fu la Pro Vercelli, che vinse i due campionati regolari.

L' per la prima volta campione d'Italia nel 1910

Nel 1910, invece, in occasione della prima sperimentale introduzione sul modello della First Division inglese di un girone unico che avrebbe direttamente assegnato la vittoria alla squadra prima classificata, i vercellesi persero il campionato dopo un polemico spareggio con l'Inter: il sodalizio nerazzurro, nato da una scissione del Milan in seguito ai già citati fatti del 1908, conquistò così il suo primo titolo nazionale.

### Anni 1910 e 1920: verso la Serie A

#### L'allargamento del torneo e l'ascesa della Pro Vercelli
La FIF, che intanto aveva cambiato nome nell'italiano Federazione Italiana Giuoco Calcio (FIGC), era a questo punto intenzionata ad allargare gli angusti confini del torneo, onde conferirgli una reale valenza nazionale; il problema era, però, la netta differenza di valore tra le squadre provenienti dalle diverse parti del Paese. Nel 1910 la FIGC decise di innalzare il campionato veneto, che già si disputava da alcune stagioni, facendolo diventare parte del torneo nazionale con il nome di girone Veneto e includendovi anche un Bologna privo di avversari in Emilia. Nel 1911 il Vicenza e nel 1912 il Venezia furono i rivali dei campioni occidentali, in entrambi i casi la Pro Vercelli, che nella gara conclusiva ebbe sempre la meglio con cinque gol al passivo ai primi e tredici ai secondi.

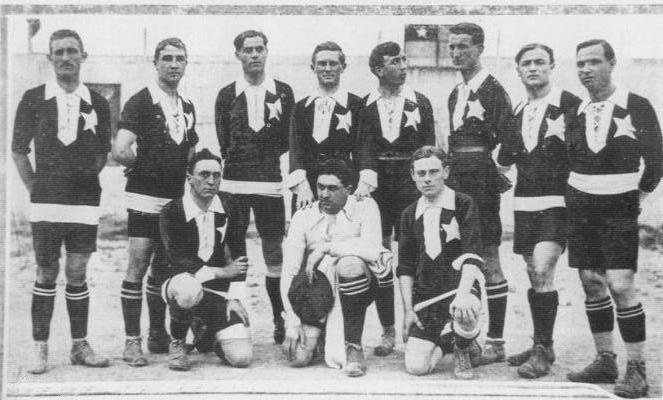
I nerostellati del, artefici dello storico titolo del 1914

Per garantire la definitiva patente di nazionalità al titolo, la FIGC aveva però bisogno che il campionato coinvolgesse anche tutto il Centro e il Sud, uscendo dai confini della Pianura Padana. A quei tempi, le formazioni meridionali disputavano vari tornei regionali inquadrati nella Terza Categoria, livello consono in rapporto alla forza delle squadre del Nord. Per raggiungere l'obiettivo prefissatosi, la FIGC attuò una sfasatura tra l'organizzazione calcistica delle due parti del Paese, elevando d'ufficio i tornei del Sud alla Prima Categoria, pur non essendo tali raggruppamenti paragonabili a quelli settentrionali. Dato che, contemporaneamente, al Nord erano stati ristabiliti i gironi eliminatori regionali propedeutici al girone finale, gli incontri conclusivi tra i campioni del Nord e quelli del Sud presero il nome di «girone finalissimo» o, più brevemente, «finalissima». Nello stesso periodo vennero assegnati dieci titoli di campione del Sud Italia. Tuttavia, tale complicato meccanismo rese sempre più lungo e affollato il campionato, anche perché, se da un lato si era istituito il torneo di «Promozione» che, come si evinceva dal nome, metteva in palio una serie di promozioni al massimo campionato, dall'altro, il sistema delle retrocessioni, già sperimentato nel 1912-13, di fatto fu subito abbandonato a suon di ripescaggi.
Nel campionato 1913-14 venne la volta del piccolo Casale, formazione del Monferrato, mentre il successivo torneo fu bloccato a un passo dalla conclusione (con il Genoa in quel momento primo nel girone finale Nord, e che avrebbe teoricamente dovuto disputare la finalissima contro i campioni dell'Italia meridionale) a causa dell'intervento italiano nella prima guerra mondiale – fatto che portò a una sospensione dell'attività nazionale, sostituita dapprima da una speciale Coppa Federale e poi, per il triennio 1916-1919, da alcuni tornei calcistici a livello locale. Per l'ultima stagione regolare prima della Grande Guerra, il titolo del Genoa fu assegnato a tavolino solo dopo la fine delle ostilità belliche.

#### La crisi del 1921 e la Prima Divisione

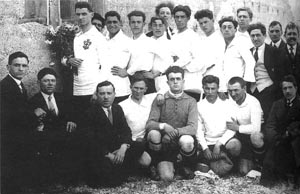
La Pro Vercelli campione nel 1921, ormai al tramonto dell'epoca d'oro delle «bianche casacche»

Con la ripresa postbellica del 1919 cominciarono intensi dibattiti in vista di una riduzione e razionalizzazione del campionato, ma tali discussioni sfociarono in un nulla di fatto a causa dell'ostruzionismo delle piccole formazioni di provincia, le quali temevano per il loro futuro all'interno di un eventuale torneo più elitario. L'Inter nel 1920 e la Pro Vercelli nel 1921 si laurearono così campioni dopo una lunga serie di gironi e partite, sconfiggendo nella finalissima rispettivamente il Livorno e il Pisa. L'insofferenza delle società metropolitane giunse al culmine quando un progetto di riforma presentato da Vittorio Pozzo non passò all'assemblea federale per il voto contrario delle società minori: fu così che le ventiquattro squadre più forti e rappresentative abbandonarono la federazione, fondando la Confederazione Calcistica Italiana, con il compito di organizzare un campionato sul sistema del progetto Pozzo. Nel corso del decennio alcuni industriali, quali Edoardo Agnelli (1923), Senatore Borletti (1926) e Renato Sacerdoti (1927) cominciarono a investire in squadre di calcio italiane, ovvero Juventus, Inter e Roma, rispettivamente.
Nel 1922 si ebbero così due campioni: da una parte la semisconosciuta Novese in Prima Categoria, dall'altra una Pro Vercelli che, in Prima Divisione, giunse al suo canto del cigno. Tuttavia, l'insostenibilità della situazione portò le due fazioni a riconciliarsi sulla base del compromesso Colombo, che consacrava la nuova massima categoria nella Prima Divisione, composta da una Lega Nord, a regime di ventiquattro società, più una Lega Sud, che invece continuava con i vecchi gironi regionali: Fortitudo nel 1922, Lazio nel 1923, Savoia nel 1924 e Alba Roma nel biennio 1925-1926 furono i rispettivi vincitori.

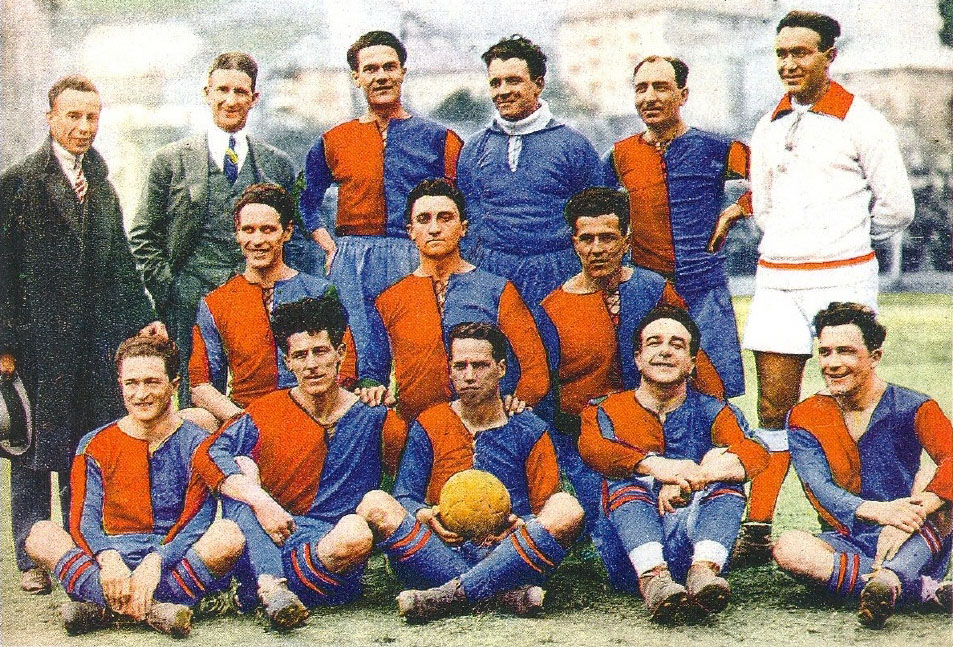
Il Genoa, campione per la nona volta nel 1924, fu il primo club a cucirsi al petto un particolare distintivo che avrebbe preso il nome di «scudetto»

Nel 1923 e 1924 il Genoa ottenne gli ultimi due dei suoi nove titoli – facendo in tempo a divenire la prima società a fregiarsi dello scudetto, da allora simbolo dei detentori del titolo. La riforma del 1922 aveva definitivamente cambiato il calcio italiano, che si avviava verso il professionismo, chiudendo le porte alle provinciali e a molte delle protagoniste di inizio Novecento.

#### Il sodalizio tra la Juventus e gli Agnelli
Il 24 luglio 1923 fu una data di rilievo per il calcio italiano poiché l'arrivo alla presidenza della Juventus di Edoardo Agnelli diede inizio al più duraturo sodalizio imprenditoriale-sportivo nel Paese, da allora pressoché ininterrotto – un unicum nel panorama calcistico mondiale. La famiglia Agnelli portò nel calcio italiano nuovi criteri manageriali mutuati dall'esperienza nelle aziende, dall'organizzazione interna del club alla modernizzazione delle proprie infrastrutture, e che, in un panorama calcistico ancora semidilettantistico, fecero della Juventus una delle prime società peninsulari con uno status professionistico ante litteram. Il metodo gestionale introdotto dagli Agnelli nella Juventus ebbe un ruolo decisivo nella svolta verso il professionismo e nell'ulteriore affermazione popolare del calcio in Italia, permettendo a questo di crescere esponenzialmente grazie all'ingresso di nuovi capitali privati anche negli altri club e alla Juventus di aumentare sempre più la loro influenza sul movimento nazionale a partire dal secondo dopoguerra.

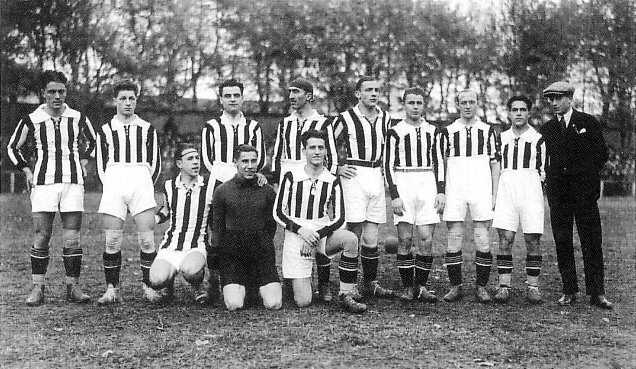
La Juventus vincitrice del suo secondo titolo nazionale nel 1926, a oltre vent'anni dal precedente: fu il primo della lunga serie targata Agnelli

Gli investimenti degli Agnelli di lì a pochi anni fecero fiorire definitivamente la Juventus, all'epoca ancora solo «una [...] tra le tante» quanto a seguito e blasone e in precedenza riemersa grazie a Giuseppe Hess da una lunga crisi sportiva (occasionata dalla scissione che nel 1906 aveva fatto nascere il Torino). Nel giro di tre decenni la Juventus divenne infatti la più titolata d'Italia e contemporaneamente uno strumento anticampanilistico che contribuì fortemente alla formazione di un'identità nazionale.

#### Il calcio sotto il fascismo
A fronte di una rampante Juventus nell'immediato nacque a metà del decennio l'astro del Bologna, che, sospinto dalle reti di Angelo Schiavio, raggiunse lo scudetto nel 1925 dopo una lunga e controversa serie di finali contro il Genoa, segnate da contestate decisioni arbitrali e giudiziarie, e conseguenti gravi disordini di ordine pubblico che sfociarono persino in scontri con colpi di armi da fuoco. La finale del 1925 sancì di fatto la fine dell'epoca d'oro del Genoa; con la prima e storica grande del campionato definitivamente avviata sul viale del tramonto, il Bologna e la Juventus divennero le due nuove potenze del torneo, ritrovandosi a contendere direttamente tra loro la vittoria l'anno successivo: questa volta a prevalere fu la Juventus, guidata in campo dal capitano Virginio Rosetta e dal portiere della nazionale Gianpiero Combi, che si aggiudicarono il loro secondo scudetto a ventuno anni di distanza dal precedente.

Il che nel 1925 si fregiò per la prima volta del titolo nazionale

Nel frattempo nell'agosto 1925 fu stabilito che a partire dalla stagione 1926-1927 il massimo campionato, ribattezzato Divisione Nazionale, sarebbe stato a girone unico e vi sarebbero state ammesse 16 squadre della Lega Nord ma nessuna squadra della Lega Sud. Il piano di riforma non mancò di suscitare polemiche. Le squadre del centro-sud, tra cui l'Alba, protestarono per l'esclusione dalla massima divisione richiedendo l'ammissione in sovrannumero del campione della Lega Sud 1925-1926. Inoltre la fattibilità del girone unico a 16 squadre fu messa in dubbio dal Corriere della Sera, nel numero dell'8 giugno 1926, sulla base del fatto che, a causa di problemi organizzativi, i due gironi da 12 squadre del campionato 1925-1926 sarebbero terminati solo a luglio inoltrato. Nell'estate 1926, con la Carta di Viareggio, il governo fascista riorganizzò il campionato abolendo la divisione tra Lega Nord e Lega Sud, ritenuta inaccettabile secondo gli ideali nazionalistici del regime che la consideravano un motivo di divisione per il Paese. Le vecchie leghe settentrionali e meridionali vennero di conseguenza smantellate: diciassette formazioni provenienti dal Nord e tre provenienti dal Sud (l'Alba Roma, la Fortitudo Roma rinominata appositamente Fortitudo Pro Roma e il Napoli) furono iscritte alla nuova Divisione Nazionale che apriva ufficialmente le porte al professionismo. Tuttavia, a causa dell'allargamento da 16 a 20 squadre onde includere tre squadre della Lega Sud (oltre a una ulteriore squadra settentrionale), la riforma del girone unico fu rinviata di tre anni.

#### Dal caso Allemandi al girone unico
La nuova formula della manifestazione prevedeva in luogo della serie di finali un raggruppamento conclusivo comprendente le migliori squadre della fase eliminatoria. Il Torino, allestito dal presidente e conte Enrico Marone di Cinzano, vinse il proprio girone grazie anche al contributo del cosiddetto «Trio delle Meraviglie» composto da Julio Libonatti, Adolfo Baloncieri e Gino Rossetti, laureandosi campione d'Italia. La gioia granata fu però di breve durata, in quanto nell'autunno successivo incappò nello scandalo del caso Allemandi, venendo accusata di avere avvicinato e corrotto il terzino juventino Luigi Allemandi, fatto che costò la revoca dello scudetto. La reazione psicologica alla condanna, avvenuta al termine di un procedimento giudiziario controverso, fu comunque la molla per il rilancio in classifica del Torino, protagonista di un avvio di stagione poco deciso. La sorte volle che la nuova annata divenisse quasi la copia della precedente e, pareggiando 2-2 (dopo il 3-0 dell'andata) contro il Milan il 22 luglio a San Siro, i piemontesi si aggiudicarono nuovamente il titolo.

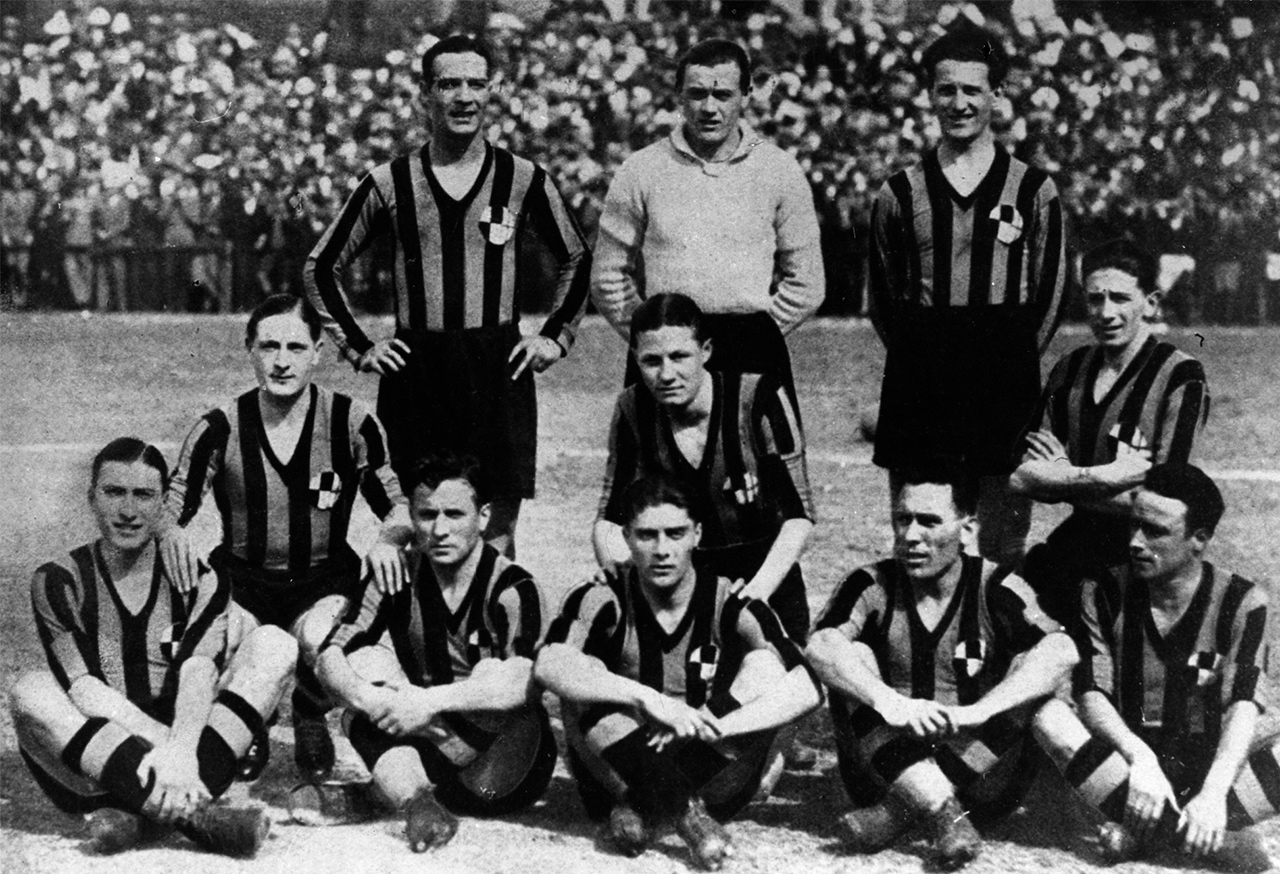
L' che vinse lo scudetto del 1930, il primo dall'istituzione della formula a girone unico

Il deciso attivismo del gerarca fascista Leandro Arpinati, nel frattempo divenuto presidente federale, partorì una novità che divenne tappa storica per il calcio italiano, ormai pronto a una svolta che lo portasse ad assumere un'organizzazione simile a quella del campionato inglese: nel marzo 1928 fu così annunciata l'introduzione in pianta stabile anche in Italia della formula del girone unico (già fugacemente sperimentata vent'anni addietro), a decorrere dalla stagione 1929-1930. Il campionato ai nastri di partenza sarebbe stato quindi l'ultimo disputato con la formula dei due gironi introdotta nel 1921, mentre dalla stagione successiva le grandi squadre sarebbero state riunite in un torneo denominato «Divisione Nazionale Serie A» – più semplicemente Serie A – mentre le escluse avrebbero costituito l'altrettanto inedita Serie B («Divisione Nazionale Serie B»). A tal fine Arpinati decise unilateralmente l'allargamento «una tantum» dell'ultimo torneo di Divisione Nazionale, includendovi varie squadre cadette nel tentativo di dare maggiore rappresentatività geografica alla manifestazione e la cui finale vide il Torino perdere 1-0 con il Bologna nello spareggio (andata a Bologna finita con il punteggio di 3-1, e ritorno a Torino conclusosi per 1-0) disputato al Flaminio di Roma.
Nel 1929 la FIGC e Arpinati realizzarono un campionato nazionale a girone unico. Il progetto iniziale prevedeva una Serie A composta da sedici squadre, ovvero quelle che si erano classificate tra le prime otto nei due gironi in cui era diviso il campionato precedente. Tuttavia il protrarsi dello spareggio per l'ottavo posto tra Napoli e Lazio, unito al ripescaggio della Triestina effettuato per motivi patriottici, portò ad ammettere anche queste ultime innalzando il numero delle squadre a diciotto. Il 6 ottobre 1929 si disputarono le prime nove partite del campionato 1929-1930 che alla fine, con 50 punti (frutto di 22 vittorie e 6 pareggi in 34 partite disputate) e due punti di vantaggio sul Genoa, vide il successo della neonata Ambrosiana di Giuseppe Meazza, una squadra creata dal regime fascista fondendo di autorità l'Inter con la Milanese.

### Anni 1930 e 1940

#### Il Quinquennio d'oro della Juventus

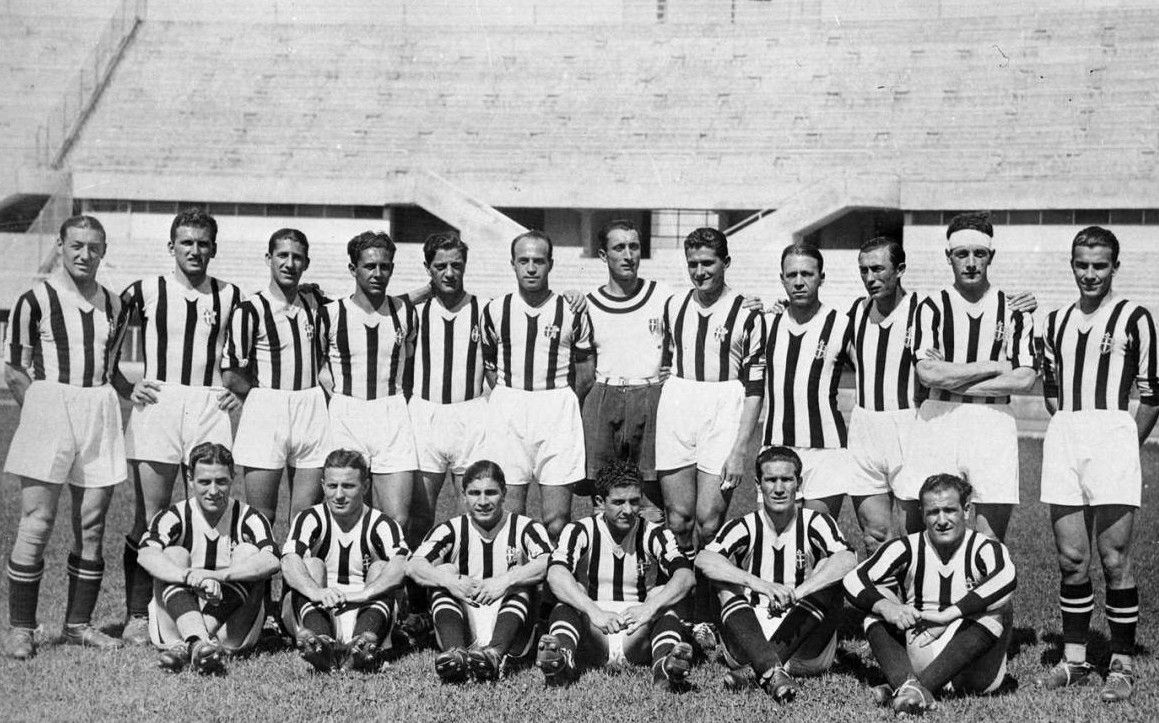
La Juventus del 1935, all'apice del Quinquennio d'oro che egemonizzò il calcio italiano d'inizio anni 1930

Nella stagione 1930-1931 iniziò il periodo favorevole della Juventus di Edoardo Agnelli, che potendo contare già da un paio di anni sul solido trio difensivo Combi-Rosetta-Caligaris in estate aveva inoltre ingaggiato dall'Alessandria l'allenatore Carlo Carcano e la mezzala Giovanni Ferrari. La Juventus partì bene e nonostante una leggera flessione che l'aveva fatta avvicinare dalla giovane Roma (sorta pochi anni prima dalla fusione tra Alba, Fortitudo e Roman) si aggiudicò il terzo titolo, ripetendosi anche l'anno successivo dopo avere superato in rimonta il Bologna.
Per il campionato 1932-1933 la Juventus promosse in prima squadra un promettente diciottenne, Felice Borel, il quale si rivelò un elemento importante con le sue 29 reti in 28 presenze: fu una scommessa vinta che fruttò il terzo scudetto consecutivo; nel corso dell'annata la Juventus dovette rincorrere a lungo l'Ambrosiana-Inter (che adottò tale nome dopo che la Milanese venne ricostituita nel 1932), ma alla fine conquistò il titolo, seguito da un quarto consecutivo nell'edizione 1933-1934. Quest'ultimo campionato si segnalò anche per la prima retrocessione del Genoa, evento che marcava definitivamente la fine del calcio dei pionieri e a cui andò ad aggiungersi quella della Pro Vercelli nel 1934-1935, l'altra protagonista della fase precedente l'introduzione del girone unico.
Dopo il successo dell'Italia al campionato del mondo 1934 i campioni uscenti della Juventus operarono un discreto rinnovamento della formazione. La nuova stagione vide la Fiorentina per lunghi tratti capolista, inseguita da Juventus e Ambrosiana-Inter. Tuttavia nella lunga distanza la Fiorentina mollò la presa, sicché la lotta si concluse quando l'Ambrosiana perse a Roma, lasciando alla Juventus il settimo scudetto, quinto consecutivo. Il lustro di successi della Juventus si chiuse bruscamente il 15 luglio 1935, quando il presidente Edoardo Agnelli morì improvvisamente a Genova, ucciso dall'elica del suo idrovolante dopo che questo era caduto in mare.

#### Il Bologna «che tremare il mondo fa» e l'Ambrosiana-Inter

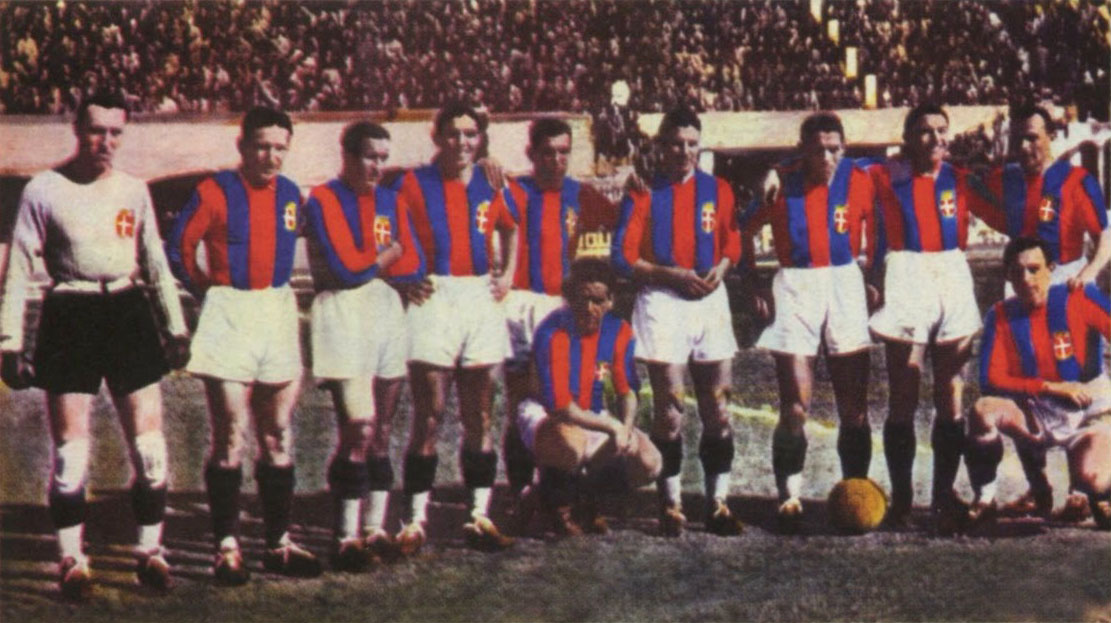
Il Bologna campione d'Italia per la quarta volta nella stagione 1936-1937: la squadra «che tremare il mondo fa» tornò alla ribalta con quattro scudetti tra gli anni 1930 e 1940

Nel 1935 le squadre partecipanti alla Serie A erano state ridotte a sedici già da un anno, così come previsto nel progetto originale del 1929. Emerse subito il Bologna di Renato Dall'Ara, formazione cui i giornalisti, dopo i successi conseguiti a inizio decennio nella Coppa dell'Europa Centrale, avevano attribuirono la denominazione di «squadra che tremare il mondo fa»: sospinti dalle reti di Angelo Schiavio, i petroniani dovettero guardarsi le spalle dai campioni uscenti della Juventus e dal Torino, che a un certo punto raggiunse anche la testa della classifica, inserendosi poi nella contesa anche la Roma. Il testa a testa fu molto combattuto, ma alla fine fu il Bologna a conquistare il terzo scudetto, ripetendosi anche l'anno successivo dopo avere recuperato in corsa la Lazio di Silvio Piola.
Il ritiro di Schiavio penalizzò il Bologna che nel 1937-1938 cedette il titolo a un'Ambrosiana-Inter che seppe tenere a bada il ritorno primaverile della Juventus. Renato Dall'Ara cercò sul mercato un attaccante che sapesse cogliere la pesante eredità di Schiavio e fu così ingaggiato l'uruguaiano Héctor Puricelli, il quale, capitalizzando al meglio i cross dell'ala destra Amedeo Biavati, vinse la classifica dei cannonieri e riportò il Bologna allo scudetto.
La sfida tra Bologna e Ambrosiana-Inter divenne una costante in un'Italia sull'orlo della seconda guerra mondiale. Se nel 1940 dopo un lungo inseguimento l'Ambrosiana-Inter riuscì a riprendere e superare il Bologna battendoli nel decisivo incontro dell'Arena Civica, nel 1941 nulla poterono di fronte al Bologna del sesto scudetto.

#### Il primo titolo della Roma

La del 1942, prima squadra a interrompere l'egemonia del Nord e a portare lo scudetto nell'Italia centrale

La stagione 1941-1942 vide la fine del ciclo del Bologna, incapace di portare avanti un ormai improcrastinabile ricambio generazionale. Con l'Ambrosiana-Inter pure incappata in un campionato negativo in cui rischiò la retrocessione l'inedita lotta al vertice vide protagonisti il Torino e due outsider, ovvero il Venezia sospinto dai giovani Ezio Loik e Valentino Mazzola, e la Roma dell'allenatore ungherese Alfréd Schaffer e del ventenne cannoniere Amedeo Amadei, che in campionato segno 18 reti in 30 presenze.
Fu proprio la Roma a prendere la testa della classifica nelle prime giornate, tallonata da Torino e Venezia. Un calo in primavera le costò prima l'aggancio e poi il sorpasso da parte delle due rivali, con il Torino che nelle settimane seguenti parve essere in grado di lanciare l'allungo decisivo, ma una volta superato il loro transitorio momento la Roma riprese a marciare speditamente fino a tornare in vetta al terzultimo turno, anche approfittando dell'esito dello scontro diretto tra Torino e Venezia. Con la vittoria del 14 giugno 1942 contro il già retrocesso Modena allo stadio Nazionale festeggiò il suo primo scudetto e divenne la prima squadra della vecchia Lega Sud a squarciare la storica egemonia del Nord sul campionato.

#### Il Grande Torino
Il trionfo della Roma rimase estemporaneo poiché il presidente del Torino Ferruccio Novo, deluso dall'occasione persa, palesò immediati intenti di rivalsa acquistando dal Venezia le due rivelazioni Loik e Mazzola. Il salto di qualità fu notevole e nel torneo 1942-1943 il Torino conquistò dopo tre lustri di attesa il secondo scudetto, pur tra l'inaspettata concorrenza del Livorno con cui diede vita a una fuga a due protrattasi per l'intera annata. Il Livorno, già finalista nel lontano 1920, riuscì a guidare la classifica per larghi tratti e lasciò strada al Torino solo nelle ultime giornate, chiudendo al secondo posto. La forza del Torino si riflesse sull'intera stagione, divenendo la prima formazione italiana a conseguire un double grazie all'ulteriore affermazione nella Coppa Italia.

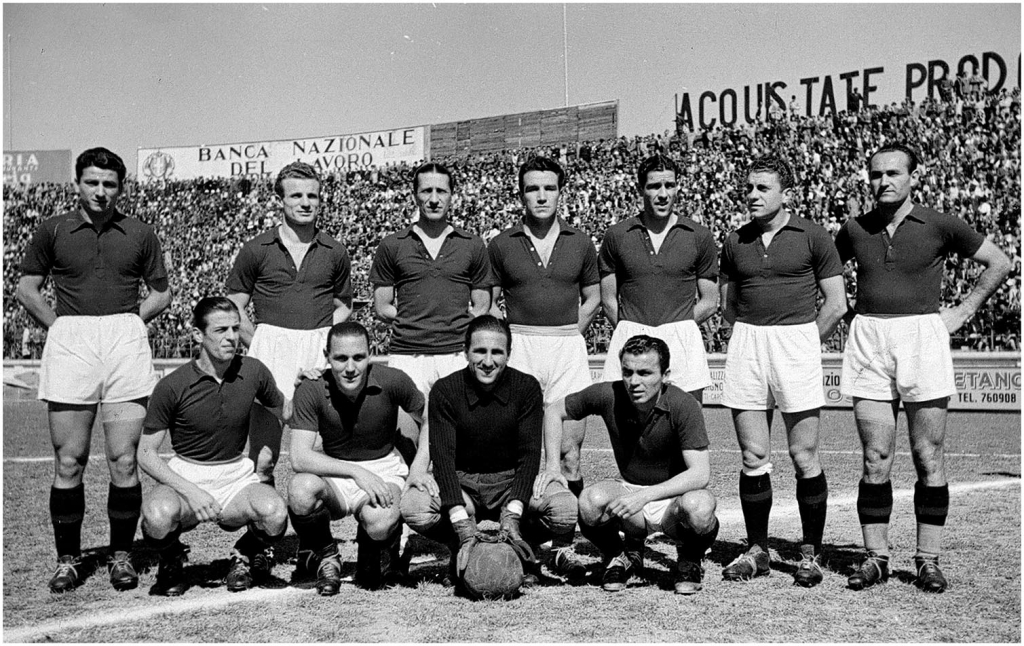
La prima formazione del Grande Torino, per cinque volte campione d'Italia nel corso degli anni 1940

Nel frattempo in un'Italia provata dagli eventi della seconda guerra mondiale le invasioni di Alleati al Sud e nazisti al Nord spaccarono il Paese in due, costringendo la FIGC all'interruzione forzata del campionato nazionale. Trascorse così un biennio in cui il calcio italiano vide solamente l'organizzazione di alcuni tornei a carattere regionale o interregionale, per giunta non sempre riconosciuti a livello ufficiale. Nella stagione 1943-1944 si disputò nella Repubblica Sociale Italiana un campionato di guerra, strutturato in eliminatorie regionali e una successiva fase interregionale, che fu vinto a sorpresa dai Vigili del Fuoco della Spezia sul Grande Torino, ma la validità della competizione per lo "scudetto" fu disconosciuta dalla stessa FIGC fascista. Nella stagione 1944-1945 la FIGC legittima, operante nel Centro-Sud, intendeva organizzare delle finali interregionali per l'assegnazione del titolo di "Campione dell'Italia Liberata" ma per problemi organizzativi fu disputata solo la fase regionale.
Il campionato tornò nella stagione 1945-1946 con una formula speciale, secondo la quale le squadre furono separate in due gironi geografici con un raggruppamento finale di otto squadre. Furono le due compagini torinesi a contendersi il titolo, che andò ancora al Torino grazie al passo falso della Juventus a Napoli all'ultima giornata.
Fu nell'annata 1946-1947 che si ricrearono le condizioni per un girone unico: le squadre ammesse furono venti, quante ne sarebbero rimaste fino al 1951-1952. La Juventus sembrò dapprima in grado interrompere l'egemonia dei rivali del Torino, ma il superiore tasso tecnico di quest'ultimi prevalse ancora, permettendo loro di cogliere il quarto scudetto. Il 1947 si segnalò inoltre per il sorprendente Modena, che colse il suo migliore piazzamento della storia con il terzo posto finale, ma soprattutto per il risveglio del Milan, che condusse a lungo la classifica prima di cedere sotto i colpi dell'inesperienza, lasciando primo posto e titolo ancora al Torino. Per il Milan si trattò comunque del miglior risultato dal 1912, un'inversione di tendenza che li avrebbe portati ad attendere pochi anni prima di tornare al successo, cosa che avvenne nell'edizione 1950-1951.

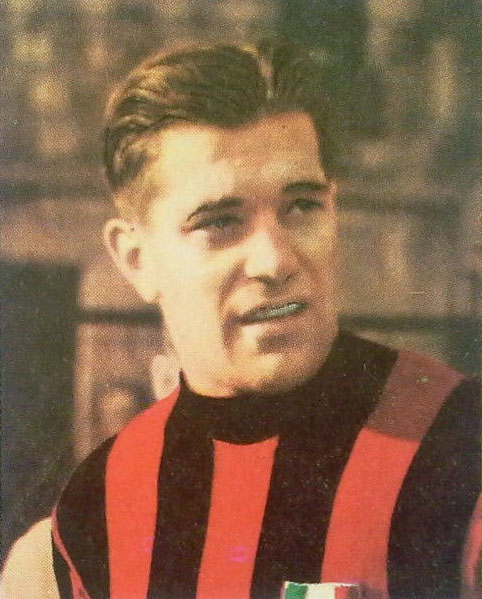
Gunnar Nordahl, unico calciatore a laurearsi per 5 volte capocannoniere della Serie A, coi suoi gol nel 1951 diede al Milan uno scudetto che mancava da 44 anni

Frattanto il campionato 1947-1948 ebbe la particolarità di essere l'unico fin qui disputato a ventuno club stante il ripescaggio ancora una volta per ragioni patriottiche della Triestina, che peraltro colse nell'occasione un sorprendente secondo posto dietro a quello che nel frattempo era ormai divenuto noto come il Grande Torino, il quale non sembrava avere più rivali: colonne portanti della nazionale italiana alla quale fornì la quasi totalità dell'organico, anche nell'edizione 1948-1949 prese ben presto il comando della graduatoria e nonostante qualche segno di affanno mantenne un discreto vantaggio finché il 30 aprile 1949, pareggiando a San Siro contro gli inseguitori dell'Inter (che dal 1945 era tornata al suo nome originario), ipotecò il quinto scudetto consecutivo di un vittorioso ciclo, che tuttavia si interruppe improvvisamente e tragicamente di lì a pochi giorni. Il 3 maggio la squadra del Torino si recò a Lisbona per un'amichevole contro il Benfica: al termine del viaggio di ritorno a causa del maltempo l'aeroplano che li stava riportando in Italia perse la rotta e anziché puntare sull'aeroporto di Torino-Aeritalia si schiantò contro il terrapieno della basilica di Superga. Nessuno degli occupanti sopravvisse alla sciagura e il Paese perdeva una delle più forti squadre che abbiano mai partecipato alla Serie A, che quell'anno fu assegnata a tavolino al Torino, che giocò le ultime quattro partite con la squadra «Ragazzi» e contro avversarie composte anch'esse da elementi delle giovanili.

### Anni 1950: l'affermarsi della lotta fra le «tre grandi»
La tragedia di Superga segnò il tramonto delle gerarchie che s'impossero nel corso della prima metà del XX secolo e diede inizio all'era moderna del campionato nazionale caratterizzata dall'egemonia, in periodi alterni, delle squadre che sarebbero divenute note anche a livello internazionale come le «tre grandi» del calcio italiano: la Juventus, il Milan e l'Inter. Da qui in avanti, le altre società della Serie A saranno destinate solo a brevi e mai stabili passaggi ai vertici delle classifiche.

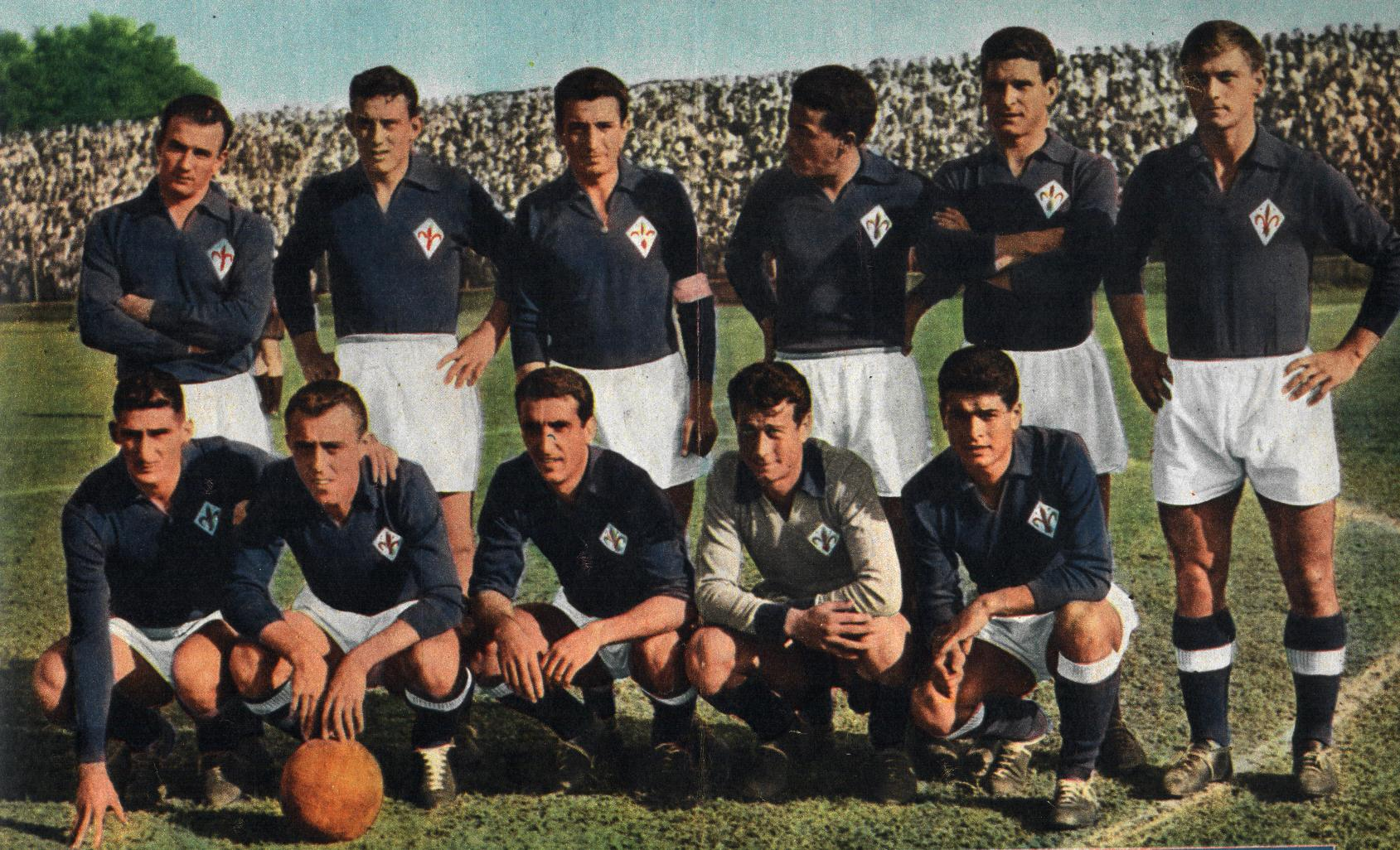
La prima volta della campione nel 1956

Il primo campionato del post-Superga, 1949-1950, rimase comunque a Torino, stavolta nelle mani della Juventus allenata dall'inglese Jesse Carver, il primo tecnico ad applicare il gioco a zona nel calcio italiano. La Juventus seppe tenere a bada il Milan nonostante la penante sconfitta casalinga per 1-7 che le inflisse. Assai prolifici in attacco, dove potevano contare sul trio svedese del Gre-No-Li, con Gunnar Nordahl, ariete di 190 cm che vinse cinque volte il titolo di capocannoniere, il Milan peccava ancora in difesa: alcuni acquisti di valore, tra cui quello di Arturo Silvestri, sistemarono anche il reparto arretrato, cosicché nell'edizione 1950-1951 il Milan tornò dopo quarantaquattro anni allo scudetto, vinto in rimonta sull'Inter. Dopo una nuova stagione appannaggio della Juventus, e la riduzione del numero delle partecipanti a diciotto, venne il turno dell'Inter che si affermò per il successivo biennio 1953-1954.
Nel 1954 l'editore Andrea Rizzoli comprò il Milan con l'ambizione di portarlo ai massimi livelli sia in campo nazionale sia nelle nascenti competizioni confederali. Acquistato il centrocampista uruguaiano Juan Alberto Schiaffino, stella del campionato del mondo 1954 in Svizzera, il Milan dominò un campionato che alla sua conclusione fu toccato dalla prima serie di scandali dopo quello del 1927, e che portò alla retrocessione a tavolino di Catania e Udinese.

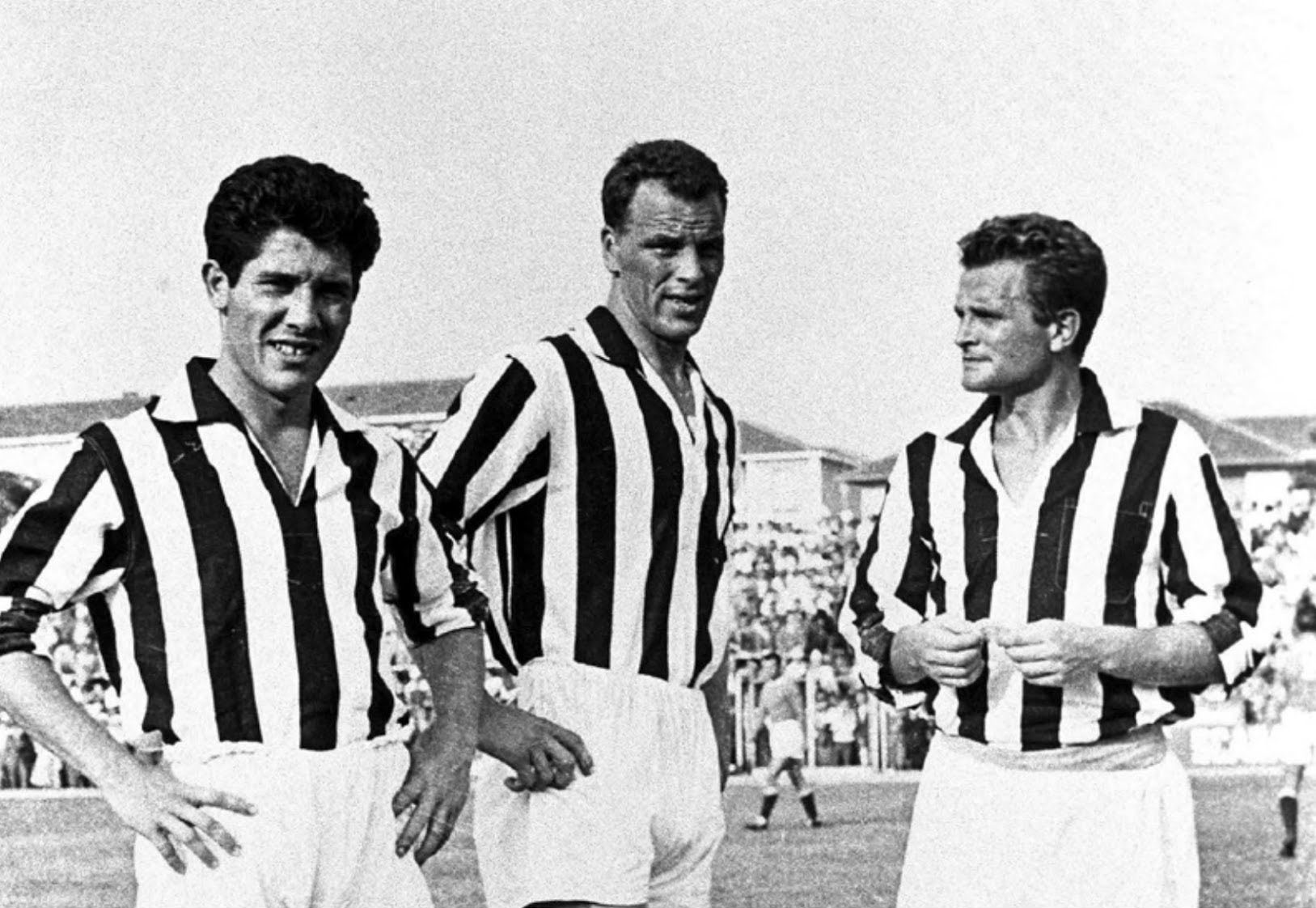
Omar Sívori, John Charles e Giampiero Boniperti, il «Trio Magico» della Juventus che nel 1958 si fregiò per prima in Italia della «stella»

Il dominio delle «tre grandi», così come iniziarono a essere chiamate Inter, Juventus e Milan, ebbe un momento di pausa nell'edizione 1955-1956, quando la Fiorentina ottenne il primo scudetto per la Toscana dopo una lunga fuga che si concluse con dodici punti di scarto sul Milan, ma che riprese subito con un nuovo titolo a testa per il Milan e per la Juventus: per quest'ultima, l'affermazione della stagione 1957-1958 significò il decimo scudetto della sua storia, portandola da una parte a essere la prima squadra a fregiarsi di una «stella» permanente sulle maglie, simboleggiante il traguardo sportivo raggiunto, e dall'altra a divenire da allora il club più titolato d'Italia, superando il Genoa.
Mentre la Fiorentina ottenne tra il 1956-1957 e il 1959-1960 il primato di quattro secondi posti consecutivi, Milan e Juventus si spartirono gli scudetti nel quadriennio tra i Mondiali di Svezia 1958 e Cile 1962: il Milan nel 1957 e 1959, e la Juventus nel 1958 e 1960, anche grazie a due attaccanti sudamericani come José Altafini e Omar Sívori. Nel 1960, in pieno regime commissariale, la FIGC introdusse la novità dell'innalzamento a tre del numero delle retrocessioni, determinando a lungo andare un maggiore ricambio delle partecipanti al massimo campionato.

### Anni 1960: il Milan di Rocco, la Grande Inter e la «Juve operaia»

Il Bologna che batté l' il 7 giugno 1964 nell'unico caso di spareggio-scudetto nella storia della Serie A a girone unico

Nel 1960 Angelo Moratti, presidente dell'Inter da un lustro, aveva affidato la panchina della squadra all'argentino Helenio Herrera, allenatore che rigenerò la rosa insidiando la Juventus nel 1960-1961 e il Milan nel 1961-1962, con entrambe le squadre che ottennero i rispettivi scudetti in rimonta sull'Inter. Fu il campionato mondiale in Cile a cambiare le carte in tavola e a dare spazio a formazioni più giovani come quella di Herrera, che raggiunse lo scudetto nell'edizione 1962-1963. Al Milan, invece, le dimissioni del presidente Rizzoli, che con la conquista della Coppa dei Campioni e la costruzione del centro sportivo di Milanello considerò completo il suo apporto al club, chiusero un ciclo. Con il periodo di transizione in cui versava la Juventus il campo fu libero per le ambizioni dell'Inter.
Nel campionato successivo l'Inter trovò un ostacolo nel redivivo Bologna di Fulvio Bernardini. Rossoblù e nerazzurri chiusero a pari punti, rendendo necessaria – per la prima e fin qui unica volta nella storia del girone unico – la disputa di uno spareggio: il 7 giugno 1964 all'Olimpico di Roma il Bologna vinse 2-0, conseguendo il suo settimo e fin qui ultimo scudetto.
L'Inter ebbe modo di rifarsi l'anno successivo, in cui riuscì in una rimonta apparsa a tratti proibitiva ai danni dei concittadini milanisti, dopo che questi erano arrivati a un vantaggio financo di sette punti nel corso del campionato. Nell'edizione 1965-1966, invece, i nerazzurri mantennero la vetta della classifica per tutta la stagione: fu il decimo scudetto che valse loro la stella, otto anni dopo quella della Juventus.

L'allenatore Helenio Herrera e la mezzala Sandro Mazzola, punti di forza della Grande Inter che nel 1966 colse lo scudetto della «stella»

L'estate 1966 segnò uno spartiacque nella storia del calcio italiano: la disfatta della nazionale italiana al campionato del mondo 1966 in Inghilterra con la sorprendente eliminazione per mano della modesta Corea del Nord sfociò nell'adozione in pianta stabile di una decisione già presa in via temporanea dalla FIGC l'anno precedente, ovvero il blocco agli ingaggi di calciatori stranieri provenienti dai campionati esteri: i soli già tesserati da club italiani poterono continuare a militare in Serie A.
Tuttavia né tale limitazione al calciomercato né le fatiche del mondiale inglese sembrarono intaccare il predominio dell'Inter su un torneo, quello del 1966-1967, che fu dominato per larga parte. Sul finire della stagione per l'Inter, prima in Serie A e finalista in Coppa dei Campioni, parve profilarsi una nuova campagna densa di vittorie. Invece il 25 maggio 1967 a Lisbona la rimonta degli scozzesi del Celtic fece sfumare la possibilità di un ulteriore trionfo europeo, e tre giorni dopo perse contro il Mantova per un errore del portiere Giuliano Sarti su tiro dell'ex attaccante dell'Inter Beniamino Di Giacomo, cedendo il titolo alla cosiddetta Juventus «socialdemocratica» forgiata dal ginnasiarca paraguaiano Heriberto Herrera; infine il successivo 7 giugno, l'eliminazione in semifinale di Coppa Italia per mano della formazione di Serie B del Padova sancì improvvisamente il capolinea per la Grande Inter.

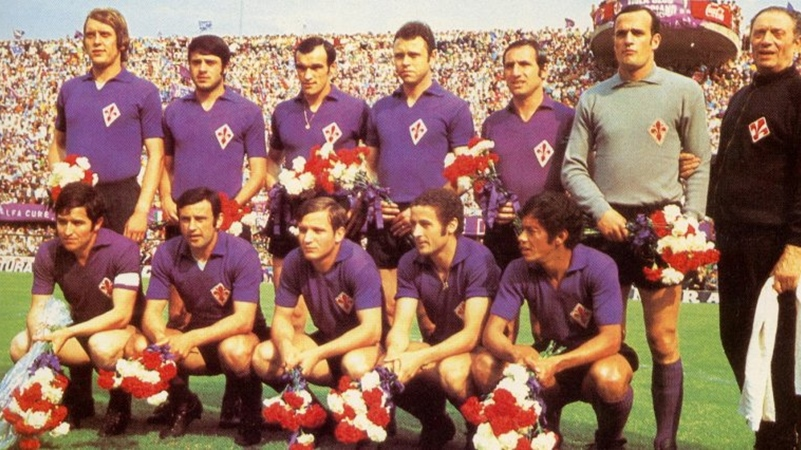
Il secondo trionfo della Fiorentina nella stagione 1968-1969

Sempre il 1967 segnò il ritorno del torneo a sedici partecipanti, e dopo un quadriennio il primato sul calcio nazionale passò nelle mani del Milan. Col ritorno in panchina di Nereo Rocco, la società del giovane presidente Franco Carraro aprì un nuovo ciclo di vittorie che, oltre allo scudetto della stagione 1967-1968, diede ai rossoneri anche varie affermazioni internazionali grazie al contributo dei suoi campioni, su tutti Gianni Rivera.
L'annata seguente, un Milan distratto dagli obiettivi internazionali non seppe ripetersi; fu invece la rivelazione Cagliari a mantenere per molte settimane il comando della graduatoria, ma l'inesperienza giocò loro contro e alla lunga uscì la forza della più solida Fiorentina di Bruno Pesaola, retta dalla tecnica di Amarildo e del giovane capitano Giancarlo De Sisti: quello del campionato 1968-1969 rimane il secondo e ultimo scudetto per la compagine toscana.

### Anni 1970

#### I primi scudetti di Cagliari e Lazio

Gigi Riva, per 3 volte miglior marcatore della Serie A e leader del del 1970, il primo e unico club isolano laureatosi campione d'Italia

Un Cagliari sostenuto dai gol di Gigi Riva ripartì alla testa della classifica l'anno seguente. Quando nell'inverno 1970 fu avvicinato da due potenze come Inter e Juventus il Cagliari allenato da Manlio Scopigno riuscì a tenere a debita distanza le inseguitrici e il 12 aprile battendo 2-0 il Bari allo stadio Amsicora conquistò uno storico scudetto: fu infatti la prima e tuttora l'unica affermazione in campionato di una società delle isole, nonché la prima del Mezzogiorno, mentre la città di Cagliari coi suoi 170 000 abitanti divenne la più piccola a vincere la Serie A a girone unico.
Il Cagliari sembrò partire bene anche nella stagione seguente e dopo la vittoria in casa dell'Inter del 25 ottobre cullò il sogno di un secondo trionfo. Tuttavia sei giorni dopo a Vienna durante la partita tra Italia e Austria un grave infortunio mise fuori gioco Riva, compromettendo in parte la sua carriera. Il campionato tornò a Milano, con l'Inter che recuperò il Milan e colse il suo undicesimo titolo.

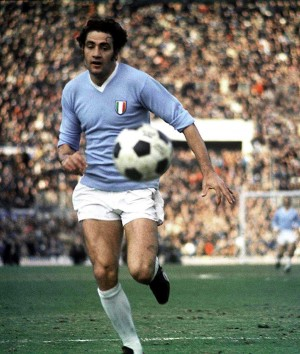
Il centravanti Giorgio Chinaglia, tra i maggiori artefici della per la prima volta campione d'Italia nel 1974

Nel 1974 toccò alla Lazio dell'allenatore Tommaso Maestrelli scrivere per la prima volta il proprio nome nell'albo d'oro della Serie A. La Lazio, che già nel campionato 1972-1973 aveva dimostrato di essere in grado di lottare fino all'ultima giornata per lo scudetto nonostante il ruolo di neopromossa e smentendo così chi la considerava una meteora tra le grandi dell'epoca, si ripropose in vetta alla classifica durante tutta la stagione seguente fino a conquistare lo scudetto: un titolo dovuto in parte ai 24 gol in 30 presenze del capocannoniere Giorgio Chinaglia, alle prestazioni dei centrocampisti Luciano Re Cecconi e Mario Frustalupi e a quelle del capitano Giuseppe Wilson, oltre che alle doti tecniche e umane di Maestrelli.

#### La Juventus di Trapattoni, il ritorno del Torino e il Milan della «stella»
Nel frattempo, nell'estate 1971 una riforma societaria aveva portato ai vertici della Juventus l'ex capitano e bandiera Giampiero Boniperti, uomo di fiducia di Gianni Agnelli. Nei primi anni 1970 Boniperti diede il la a una politica societaria volta ad aggiungere annualmente alla rosa un gran numero di promettenti giovani: così facendo, pur nel quadro di un generale scadimento tecnico del torneo, la nuova dirigenza seppe dare vita a un ciclo di tre lustri in cui la Juventus rafforzò definitivamente il proprio primato nell'albo d'oro del campionato.

Giampiero Boniperti, Giovanni Trapattoni e Dino Zoff, rispettivamente presidente, allenatore e portiere della Juventus che conquistò 9 scudetti a cavallo degli anni 1970 e 1980

Nelle prime stagioni il dualismo fu col Milan di Nereo Rocco: già nell'edizione 1971-1972 il capitano Rivera fu pesantemente squalificato per le sue accuse al «palazzo», ma nel campionato 1972-1973 la lotta divenne ancora più aspra. Il torneo vide una serrata lotta a tre fra il Milan, la Juventus e la Lazio, con i primi favoriti fino allo scontro diretto dell'Olimpico perso dal Milan col punteggio di 1-2. In un clima di tensioni la corsa del Milan subì un arresto e all'ultima giornata la squadra, anche stanca per la vittoriosa trasferta di Salonicco contro il Leeds Utd che in settimana gli aveva fruttato la Coppa delle Coppe), perse inaspettatamente sul campo del Verona col punteggio di 3-5, subendo il sorpasso della Juventus. La sconfitta del Bentegodi, passata alla storia come la «Fatal Verona», lasciò il segno sul Milan aprendo un'instabilità dirigenziale ultradecennale che si tradusse in scarsi risultati sul campo.
Il campionato 1973-1974 vide invece la succitata Lazio rispondere prontamente alla Juventus, riportando lo scudetto nella Capitale a oltre trent'anni dalla precedente affermazione dei concittadini romanisti.

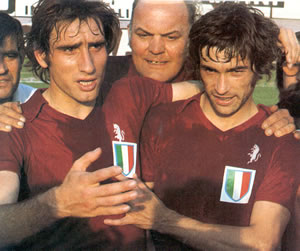
Francesco Graziani e Paolo Pulici, coppia d'attacco del del 1976, di nuovo campione d'Italia 27 anni dopo la tragedia di Superga

Il ritorno di Carlo Parola dopo dodici anni sulla panchina della Juventus coincise con il loro riscatto. Con i campioni in carica della Lazio distratti dal tumore al fegato che stava affliggendo il loro allenatore Maestrelli, la Juventus, aiutata dalle reti di Pietro Anastasi, vinse di nuovo il titolo nel 1974-1975, staccando di due punti il Napoli "all'olandese" allenato da Luís Vinício: decisive si rivelarono le due vittorie negli scontri diretti (6-2 al San Paolo, a causa dell'atteggiamento troppo spericolato dei partenopei, e 2-1 al Comunale, con rete decisiva dell'ex Altafini). Nel campionato successivo la Juventus, malgrado fosse spesso protagonista di insperati recuperi, perse uno scudetto che pareva assai vicino: la sconfitta avvenne per mano dei concittadini del Torino, ricostruiti pazientemente negli anni precedenti da Orfeo Pianelli e che in questa stagione, sostenuti dal «pressing» a tutto campo voluto dal tecnico Luigi Radice e dalla potenza di fuoco dei «gemelli del gol» Pulici e Graziani, tornò al successo a oltre un quarto di secolo dalla tragedia di Superga.
L'edizione 1976-1977 fu dominata da Juventus e Torino, che distanziarono di quindici punti le inseguitrici. In un campionato dai punteggi record, i bianconeri dell'emergente tecnico Giovanni Trapattoni riuscirono al rush finale a superare i granata per una sola lunghezza: toccando quota 51 punti, l'undici capitanato da Giuseppe Furino stabilì un primato ineguagliato nella Serie A a 16 squadre. Anche nel torneo 1977-1978 lo scudetto fu appannaggio della Juventus, che precedette al secondo posto, questa volta con maggior agio, ancora il Torino insieme alla sorpresa Lanerossi Vicenza di Giovan Battista Fabbri e della rivelazione Paolo Rossi, capocannoniere del torneo, i quali conseguirono il miglior risultato di una neopromossa in massima serie.

Gianni Rivera, simbolo del Milan per 19 anni in cui conquistò 3 scudetti, compreso quello del 1979 che valse ai rossoneri la «stella»

Il campionato del mondo 1978 in Argentina vide da parte della nazionale italiana un grande impiego di elementi della Juventus e del Torino, cosa che si riflesse sul successivo campionato portando a un rimescolamento nei rapporti di forza. Con Juventus e Torino indeboliti da giocatori "svuotati" fisicamente, nella stagione 1978-1979 il Milan guidato in panchina da Nils Liedholm vinse senza troppe difficoltà il suo decimo scudetto, assicurandosi così anch'esso, dopo Juventus e Inter, quella «stella» mancata sei anni prima. La piazza d'onore andò per il secondo anno di fila a una sorpresa, il Perugia di Ilario Castagner, rocciosa provinciale che fu l'unica capace di reggere il ritmo del Milan, toccando in tal modo l'apice della propria storia: nell'occasione mise inoltre a segno uno storico primato di imbattibilità diventando la prima squadra nell'epoca del girone unico a chiudere un torneo di Serie A senza subire sconfitte.

### Anni 1980: il «campionato più bello del mondo»

#### Dallo scandalo del Totonero al ritorno degli stranieri
Il campionato 1979-1980 fu l'anno del dodicesimo scudetto dell'Inter, allenata da Eugenio Bersellini e guidata in campo da Alessandro Altobelli ed Evaristo Beccalossi, oltre allo scandalo del Totonero: il 23 marzo la Guardia di Finanza fece irruzione negli stadi arrestando quattordici tesserati coinvolti in un giro di scommesse clandestine e compravendita di partite, coinvolgendo la Lazio e il Milan, che furono retrocesse a tavolino in Serie B, mentre numerose altre società subirono pesanti penalizzazioni. Nello scandalo furono coinvolti calciatori di primo livello come Enrico Albertosi, portiere di un Milan per la prima volta nella sua storia retrocesso, Bruno Giordano, Lionello Manfredonia e Wilson della Lazio, nonché Paolo Rossi che il Lanerossi aveva ceduto in prestito al Perugia: quest'ultimo fu squalificato per un biennio e costretto a saltare il campionato d'Europa 1980 giocato pochi mesi dopo proprio in Italia.
Il campionato uscì dallo scandalo assai indebolito, tanto che per correre ai ripari di fronte allo scadimento tecnico del torneo (certificato dal dimezzamento dei posti disponibili per l'Italia in Coppa UEFA), oltre che invertire la rotta circa i deludenti risultati del precedente decennio nelle competizioni europee da parte dei club italiani, nell'estate 1980 la FIGC decise di abbandonare la quasi quindicennale autarchia imposta dopo la disfatta coreana della nazionale al campionato del mondo 1966, permettendo nuovamente alle squadre di Serie A l'ingaggio di un giocatore di origine non italiana: con la successiva estensione dapprima a un secondo e poi a un terzo posto in rosa la cosiddetta «riapertura delle frontiere» diede inizio a un rinnovato periodo di trionfi in ambito internazionale da parte di club italiani, che si sarebbe protratta sino alla fine del II millennio.

#### Il dualismo Juventus-Roma e la sorpresa Verona

Bruno Conti, Paulo Roberto Falcão e Roberto Pruzzo, protagonisti nella Roma del 1983, di nuovo campione dopo 41 anni

Il campionato 1980-1981 fu avvincente fino all'ultima giornata e dominato dalla lotta per il titolo fra la Juventus, il Napoli e la Roma del presidente Dino Viola e dell'allenatore Nils Liedholm. Ciò ebbe un picco alla terzultima giornata del 10 maggio 1981 in occasione dello scontro diretto tra Juventus e Roma al Comunale, quando un gol del difensore della Roma Maurizio Turone fu annullato dalla terna arbitrale per fuorigioco: la rete, che avrebbe significato il sorpasso della Roma al vertice della classifica a due giornate dalla fine, rimase un argomento caldo del calcio italiano per i decenni a venire. Lo scudetto venne assegnato nell'ultimo turno del 24 maggio con la vittoria casalinga della Juventus per 1-0 contro la Fiorentina e con il pareggio della Roma per 1-1 in trasferta contro l'Avellino.

Il fantasista Michel Platini, 2 scudetti e 3 titoli consecutivi di capocannoniere nella Juventus di metà anni 1980

Argomentazioni similari al «gol di Turone» trovarono nuova linfa nel 1981-1982, quando il testa a testa tra la Juventus e la Fiorentina di Giancarlo Antognoni si risolse solo all'ultimo turno, il 16 maggio 1982, in occasione del quale un gol dei toscani in casa di un pericolante Cagliari fu annullato, tra le recriminazioni dei giocatori viola, mentre in trasferta contro il Catanzaro un rigore di Liam Brady premiava i bianconeri consegnando loro il ventesimo scudetto, quello della «seconda stella». Si trattò del primo successo per una squadra sponsorizzata, vista la liberalizzazione avvenuta a inizio stagione circa la presenza di marchi pubblicitari sulle uniformi. L'anno dopo la Roma di Bruno Conti e Falcão tornò al titolo a quarantuno anni da quello del 1941-1942. La lotta fra Juventus e Roma divenne una «classica» degli anni 1980, e vide imporsi ancora una volta i bianconeri nel 1983-1984.
Con la Juventus impegnata nell'inseguire il successo in Coppa dei Campioni, il campionato 1984-1985 (che passò agli annali anche per il numero massimo di spettatori negli stadi tra paganti e abbonati nella storia del girone unico, circa trentottomila a partita) vide concretizzarsi il successo di una provinciale: sei decenni dopo l'epopea della Pro Vercelli fu il Verona di Osvaldo Bagnoli e del capitano Roberto Tricella ad apporre il suo nome nell'albo d'oro dello scudetto. I veneti, tornati da tre stagioni in Serie A, ma subito capaci di mantenersi stabilmente nelle zone alte della graduatoria, arrivarono quell'anno al salto di qualità grazie a due campioni stranieri, il tedesco Briegel e il danese Elkjær, inseriti in un'intelaiatura composta in gran parte da comprimari "bocciati" dalle grandi squadre, tra cui Garella, Fanna, Di Gennaro e Galderisi. Al termine di una stagione che li vide battagliare contro Inter e Torino, la matematica certezza del titolo arrivò il 12 maggio 1985 col pareggio sul campo dell'Atalanta, un 1-1 che diede ai gialloblù il punto decisivo per respingere gli ultimi assalti delle inseguitrici. Era dalla vittoria della Novese nel 1922, che una città non capoluogo di regione non chiudeva la classifica davanti a tutti, e mai più sarebbe accaduto nei decenni a venire.

I festeggiamenti del, che nel 1985 rinverdì i fasti delle cosiddette «provinciali» d'inizio Novecento grazie a uno storico scudetto

L'affermazione della piccola compagine veronese assunse ancora più rilievo di fronte al competitivo panorama dell'epoca della Serie A. Dopo la riapertura delle frontiere il massimo torneo italiano era infatti divenuto la meta dei più affermati fuoriclasse internazionali del tempo, come Díaz dell'Avellino, Passarella e Sócrates della Fiorentina, Rummenigge dell'Inter, Boniek e Platini della Juventus, Hateley del Milan, Maradona del Napoli, Cerezo della Roma, Francis e Souness della Sampdoria, Júnior del Torino e Zico dell'Udinese. Furono questi gli anni del «campionato più bello del mondo» e la Serie A divenne per diverse stagioni la meta più ambita dai calciatori di tutto il mondo. A conferma di ciò la Serie A guidò il coefficiente UEFA dal 1986 al 1988.
La favola del Verona durò lo spazio di un'estate, dato che già dall'edizione 1985-1986 si ripropose una lotta al vertice tra due grandi squadre, la Juventus di Trapattoni e la Roma di Sven-Göran Eriksson, l'ultimo atto di un dualismo che infiammò gran parte di questo decennio. Quando tutti si aspettavano un trionfo della Roma, che riuscì a riacciuffare nella tornata conclusiva una Juventus invece in frenata dopo un ottimo girone di andata, al penultimo turno proprio la Roma ebbe una disfatta andando a perdere in casa contro un Lecce già da tempo retrocesso, lasciando la porta aperta a un nuovo successo della Juventus. Fu il nono titolo in un quindicennio per la gestione Boniperti, che di fatto chiuse uno dei cicli più vittoriosi nella storia del campionato italiano.

#### Il Napoli di Maradona, il Milan di Sacchi e l'Inter «dei record»
L'inverno 1985 fu molto tormentato per un Milan da qualche anno in declino, incapace sul campo di competere ai vertici, contestato dalla tifoseria e spaventato da un concreto rischio di fallimento: fu il magnate televisivo Silvio Berlusconi a salvare la società all'inizio del 1986. Con l'insediamento del nuovo patron ebbe inizio per i rossoneri uno tra i migliori cicli nella storia del calcio mondiale, che nel successivo trentennio porterà a Milano ben ventinove trofei.

Diego Armando Maradona, fuoriclasse del per 2 volte campione d'Italia a fine anni 1980

Nell'immediato, tuttavia, il campionato 1986-1987 fu appannaggio del Napoli di Maradona, che trascinò la squadra al comando della classifica cogliendo il primo scudetto della loro storia. Gli azzurri del presidente Corrado Ferlaino riuscirono a prendere il comando il 9 novembre 1986, dopo avere battuto la Juventus nello scontro diretto al Comunale di Torino, a posteriori in un simbolico passaggio di consegne. Da quel momento in poi il Napoli non lasciò più la testa della classifica, anche se ci furono dei momenti in cui altre squadre si avvicinarono, in particolare l'Inter di Trapattoni, ma due sconfitte consecutive allontanarono i nerazzurri e permisero ai campani di festeggiare lo scudetto il 10 maggio 1987, dopo il pareggio al San Paolo contro la Fiorentina; quella gara è ricordata anche per il primo gol in Serie A segnato da un ventenne attaccante della Fiorentina, Roberto Baggio. Fu la prima squadra del Sud Italia continentale ad aggiudicarsi lo scudetto, la seconda in assoluto del Mezzogiorno dopo il trionfo del Cagliari di 17 anni prima.
In estate il Milan di Silvio Berlusconi si attivò sul mercato e portò a Milano i due olandesi Ruud Gullit e Marco van Basten, il centrocampista Carlo Ancelotti e l'allenatore Arrigo Sacchi, questo ultimo seguace del 4-4-2, del gioco a zona e del calcio totale. Il Milan partì bene, ma fu il Napoli ad andare in fuga. Il successo del Milan nello scontro diretto di San Siro parve un episodio isolato fino a Pasqua, allorché il Napoli accusò un periodo negativo. Dopo essere stato sconfitto anche al San Paolo il Napoli non vinse neppure le gare rimanenti, finché un pareggio in trasferta contro il Como all'ultima giornata riconsegnò al Milan lo scudetto dopo nove anni.

Lothar Matthäus, numero dieci dell'Inter che conquistò lo «scudetto dei record» nel 1989

Nella stagione 1988-1989 il campionato tornò a comporsi di diciotto partecipanti, e vide aumentare il numero di stranieri da schierare in campo da due a tre. L'Inter di Trapattoni, che si era rinforzato con il tedesco Lothar Matthäus, si rese protagonista di un campionato che riuscì a dominare sotto ogni aspetto, passato agli annali come lo «scudetto dei record» per via dei vari primati conseguiti – su tutti i 58 punti in classifica, vetta rimasta ineguagliata nell'era dei due punti a vittoria. Diversa fu l'annata successiva: i campioni uscenti dell'Inter interruppero presto la propria serie positiva, con Napoli e Milan a tornare in testa. Se l'andata fu appannaggio azzurro, il ritorno vide l'avanzata rossonera che fruttò loro il primato. Tuttavia, dopo risultati alterni e qualche polemica extrasportiva, fu il Napoli di Maradona e Careca a ratificare il suo secondo scudetto.
Per il Napoli fu l'ultima stagione di successi: Maradona lasciò la squadra per tornare in patria allorché risultò positivo al test antidoping dopo la partita contro il Bari e per il Napoli fu l'inizio di un declino che nel giro di un quindicennio lo avrebbe portato prima al fallimento e poi alla rifondazione dalla Serie C1. La stagione 1989-1990 passò alla storia anche in Europa, con la Serie A che riuscì a monopolizzare tutte e tre le competizioni organizzate dalla UEFA: il Milan conquistò la Coppa dei Campioni, la Sampdoria trionfò in Coppa delle Coppe, e infine la Juventus si aggiudicò la Coppa UEFA battendo peraltro nella doppia finale un'altra compagine italiana, la Fiorentina.

### Anni 1990

#### Il trionfo della Sampdoria e il Milan di Capello

I «gemelli del gol» Gianluca Vialli e Roberto Mancini, trascinatori della campione d'Italia nel 1991

Il campionato 1990-1991 vide molte squadre inizialmente in vetta, tra cui figuravano il Milan, l'Inter, la Juventus, una Sampdoria ormai stabilmente ai vertici e la sorprendente matricola Parma. Fuori dai giochi invece i campioni uscenti del Napoli anche per via della squalifica doping comminata al loro trascinatore Maradona. Inoltre dopo la pausa natalizia il Napoli perse svariati elementi ed emersero Inter, Milan e Sampdoria. Furono gli scontri diretti a sancire il predominio della Sampdoria: battendo il Milan a Marassi e l'Inter a San Siro la Sampdoria del presidente Paolo Mantovani e dell'allenatore Vujadin Boškov, trascinata in campo dai «gemelli del gol» Gianluca Vialli e Roberto Mancini, colse il primo e finora unico scudetto.
Frattanto il Milan, principale deluso del 1991, liberò Sacchi per la nazionale italiana e affidò la panchina a Fabio Capello, il quale rigenerò lo spogliatoio costruendo una stagione in cui i rossoneri non ebbero rivali: vinse il titolo distanziando ampiamente la Juventus di Trapattoni e Roberto Baggio, chiudendo il torneo imbattuti (eguagliando il Perugia del 1978-1979 e diventando la prima squadra a vincere lo scudetto senza mai perdere una partita) e guadagnandosi così l'appellativo di «Invincibili». Anche la stagione successiva fu appannaggio del Milan, che conobbe la sua prima sconfitta – dopo una serie d'imbattibilità durata 58 gare – il 21 marzo 1993 a Milano contro il Parma, con una rete di Faustino Asprilla; solo l'Inter di Bagnoli tentò l'inseguimento, tuttavia fugato dall'esito dei due derby meneghini.

Marco van Basten, centravanti del cosiddetto «Milan degli Invincibili» al vertice nei primi anni 1990

Le partenze nell'estate 1993 di Gullit e Frank Rijkaard, unite ai continui guai fisici di Van Basten che lo porteranno a un precoce ritiro, sembrarono suggerire un cambio di strategia da parte del Milan: Capello valorizzò soprattutto la difesa, guidata dal capitano della nazionale Franco Baresi. La principale inseguitrice del Milan fu la Juventus, a cui si aggiunse la Sampdoria, ma il Milan seppe tenere testa agli avversari cogliendo il terzo scudetto consecutivo e collezionando una striscia di successi che non si verificava dai tempi del Grande Torino. A completare il tutto giunse anche la vittoria nella finale di Champions League sul Barcellona per 4-0, che permise al Milan di cogliere quell'accoppiata che anche all'Inter era riuscita nel 1965. Quell'anno il Milan seppe sfruttare i gol di un attaccante che l'assenza di Van Basten aveva promosso titolare, Daniele Massaro, oltre alle giocate del montenegrino Dejan Savićević. Negli stessi anni il neopromosso Foggia di Zdeněk Zeman, grazie al modulo 4-3-3 e al suo gioco vivace portò una ventata di novità nel calcio italiano.

#### La Juventus di Lippi
Mai nel secondo dopoguerra erano trascorse otto stagioni consecutive senza che la Juventus cogliesse il titolo nazionale. Decisi a non allungare ancora la striscia negativa, Umberto Agnelli rivoluzionò la società affidandone la gestione ad Antonio Giraudo, Luciano Moggi e Roberto Bettega: i tre formarono un efficace gruppo dirigenziale noto come la «Triade». Sulla panchina fu chiamato l'emergente Marcello Lippi, il quale, oltre ad affermare la squadra bianconera come una delle migliori nella storia della disciplina in virtù delle innovazioni portate in fase offensiva e di un atteggiamento tattico allora inedito nel resto del continente, interpretò al meglio i nuovi scenari aperti da un'importante novità regolamentare: seguendo la linea della FIFA tesa a disincentivare i pareggi favorendo un atteggiamento più offensivo delle squadre, dal campionato 1994-1995 anche la Serie A varò l'introduzione dei tre punti a vittoria (in luogo dei precedenti due). Il torneo vide inizialmente andare in testa il Parma di Nevio Scala, ma schierando la Juventus con un offensivo 4-3-3 Lippi ottenne un più alto numero di vittorie che portò presto al sorpasso. Il tridente formato da Gianluca Vialli, Roberto Baggio e Fabrizio Ravanelli, unito all'esplosione della giovane promessa Alessandro Del Piero, assicurò molte reti in un'annata in cui la Juventus si trovò a competere con il Parma su tutti i fronti: infatti se questi prevalsero nella finale di Coppa UEFA, la Juventus si aggiudicarono quella di Coppa Italia e, dopo nove anni, lo scudetto.

L'allenatore Marcello Lippi, vincitore di 5 scudetti sulla panchina della Juventus tra gli anni 1990 e 2000

La stagione successiva vide l'ultimo scudetto del Milan di Capello, ma nel frattempo, come per gli altri campionati di calcio d'Europa, anche la Serie A fu profondamente rivoluzionata dalla sentenza Bosman, che tra le altre cose dalla stagione 1996-1997 eliminava il vincolo di massimo tre giocatori stranieri per squadra: le società del continente, italiane comprese, approfittarono della possibilità di schierare un numero illimitato di calciatori comunitari e gli stessi sportivi trassero giovamento dalla più ampia libertà contrattuale loro concessa. Questa liberalizzazione del mercato segnò di fatto una netta linea di separazione nella storia del calcio europeo, che alla lunga portò da una parte a un sempre minore legame tra giocatori e club e dall'altra a un progressivo aumento del divario tra grandi e piccole squadre.
Tra il 1996 e il 1998 si susseguirono due stagioni simili sotto molti aspetti: un Milan alle prese con un arduo ricambio generazionale conseguì deludenti piazzamenti, mentre la Juventus mise in bacheca altri due scudetti. Rafforzatisi nell'estate 1996 con l'acquisto del trequartista francese Zinédine Zidane, in autunno la Juventus prese il comando di un campionato che fin lì vedeva ai vertici anche il Vicenza rivelazione di Francesco Guidolin. In inverno aumentò il rendimento prima l'Inter e poi il Parma – quest'ultima l'unica società nel dopoguerra che anche senza mai cogliere lo scudetto è riuscita a insidiare in maniera non episodica le gerarchie tradizionali del calcio italiano. Il Parma allenato da Carlo Ancelotti sembrava avere una grande opportunità di vincere lo scudetto, ma l'1-1 nello scontro diretto del 18 maggio 1997 al Delle Alpi vanificò gli sforzi e lanciò la Juventus, cui cinque giorni dopo bastò replicare il medesimo punteggio in casa dell'Atalanta per riconfermarsi campione.

Il capitano e bandiera della Juventus, Alessandro Del Piero, vincitore di 6 campionati italiani nelle sue 18 stagioni in Serie A

L'annata successiva fu l'Inter di Massimo Moratti, dell'allenatore Luigi Simoni e del fuoriclasse brasiliano Ronaldo a impensierire la Juventus di Lippi: capolista per gran parte del girone di andata e vincitrice del primo scontro diretto a Milano, l'Inter vanificò i risultati iniziali con alcune inattese sconfitte casalinghe contro avversarie di minore rango. Fu questo un campionato che rimase tuttavia segnato dall'esito dello scontro diretto di Torino a quattro turni dal termine, quando l'Inter recriminò in modo veemente per un body-check in area tra il difensore della Juventus Mark Iuliano e Ronaldo, al contrario non ritenuto doveroso di sanzione da parte dell'arbitro Piero Ceccarini: la partita terminò 1-0 per i bianconeri, ma al fischio finale le discussioni inerenti quell'azione proliferarono in tutti i media, arrivando finanche in Parlamento e sfiorando una crisi istituzionale ai vertici della FIGC. La Juventus riuscì a cogliere il suo venticinquesimo titolo il 10 maggio 1998 dopo avere superato al Delle Alpi il Bologna di Roberto Baggio. Dietro alla coppia di testa, il terzo posto fu appannaggio di una provinciale, l'Udinese di Alberto Zaccheroni e del tedesco Oliver Bierhoff, al suo miglior risultato da oltre quarant'anni a quella parte.
Dopo il campionato del mondo 1998 molti giocatori della Juventus, così come i loro avversari dell'Inter protagonisti nella manifestazione estiva, risentirono delle stanchezze da essa procurate. Si ebbe pertanto un campionato anomalo sia dal punto di vista regolamentare – con l'adozione, per l'unica volta nella storia della Serie A, del sorteggio integrale nelle designazioni arbitrali – sia da quello sportivo. Salirono le quotazioni della nuova Fiorentina di Trapattoni e del cannoniere argentino Gabriel Batistuta, che rimase in testa fino a febbraio, quando l'infortunio di Batistuta e le assenze del brasiliano Edmundo compromise gli sforzi della Fiorentina a vantaggio della Lazio di Sven-Göran Eriksson, che nel girone di ritorno sembrò a sua volta avviata al titolo prima di bloccarsi a sua volta. Si fece quindi sotto il Milan, reduce da due complicati campionati e affidato all'emergente Zaccheroni per un'opera di ricostruzione che sulla carta non contemplava velleità di alta classifica: ritrovatisi a sorpresa in primavera nella lotta-scudetto, anche grazie ai gol di Bierhoff e alle parate della giovane scoperta Christian Abbiati, il Milan riuscì a sorpassare la Lazio nel penultimo turno, sicché la domenica seguente festeggiò sul campo del Perugia un titolo raggiunto contro ogni pronostico.

### Anni 2000

#### Il vittorioso biennio di Lazio e Roma

Alessandro Nesta e Francesco Totti, capitani e simboli, rispettivamente, di Lazio e Roma tornate campioni d'Italia tra il 2000 e il 2001

La Lazio di Eriksson cercò un pronto riscatto nel successivo campionato, dovendo tuttavia assistere al ritorno in forze della Juventus, che all'inizio del girone di ritorno prese progressivamente il largo. In dirittura di arrivo i bianconeri di Ancelotti parevano ormai sicura del titolo, ma le fatiche estive dell'Intertoto iniziarono sempre più a pesare sulle loro gambe. Dapprima la vittoria nello scontro diretto al Delle Alpi, e poi l'inattesa sconfitta a Verona, permisero ai biancocelesti di rifarsi sotto e annullare un ritardo di -9: all'ultima giornata, il 14 maggio 2000, una Lazio con flebili speranze e una sola combinazione utile vinse in casa contro la Reggina, mentre a Perugia la gara della Juventus veniva interrotta all'intervallo causa un violento temporale. La partita non venne rinviata dall'arbitro Pierluigi Collina, il quale dopo una lunga attesa diede comunque l'ordine di riprendere le ostilità su di un campo ormai "pesante". Un Perugia già salvo e senza nulla più da chiedere al campionato giocò ugualmente col massimo impegno sino a trovare con il capitano Alessandro Calori la rete che costò sconfitta e titolo alla Juventus – già suo malgrado protagonista di un epilogo analogo nello stesso stadio, e contro la medesima squadra, quasi un quarto di secolo prima. La Lazio costruita in questi anni da Sergio Cragnotti, capitanata da Alessandro Nesta e composta da elementi quali Pavel Nedvěd, Diego Simeone e un Roberto Mancini al passo d'addio, poté festeggiare dopo ventisei anni la riconquista dello scudetto.
Il 2000 portò successo anche la Roma di Franco Sensi, dell'allenatore Fabio Capello e del capitano Francesco Totti, i quali dopo diciotto anni riconquistarono lo scudetto. Con l'ingaggio di Batistuta la Roma puntò senza nascondersi allo scudetto, prendendo presto il largo e mantenendo vantaggi rassicuranti sulla Juventus fino alla primavera, quando un calo di prestazioni sembrò frenarla irrimediabilmente. Nel momento più critico dell'annata il 2-2 allo scadere di Vincenzo Montella nella sfida-scudetto di Torino del 6 maggio 2001 permise alla Roma di congelare le distanze fino all'ultima giornata del 17 giugno, quando all'Olimpico colse il loro terzo scudetto grazie a un facile successo sul Parma.

#### L'alternanza al vertice tra Juventus e Milan

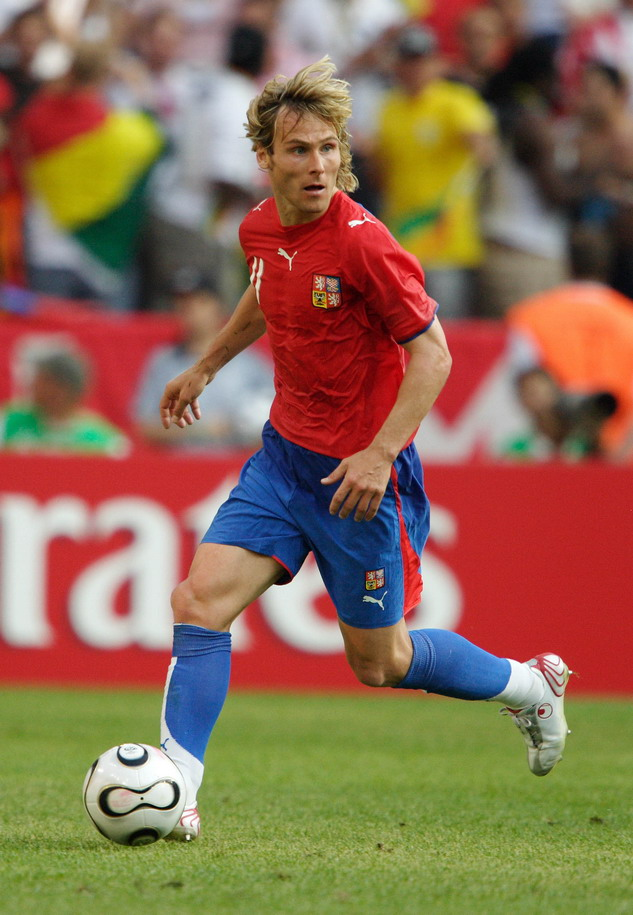
Pavel Nedvěd, vincitore di 3 scudetti con Lazio e Juventus nei primi anni 2000

Nell'estate 2001, a fronte di due cocenti secondi posti, Umberto Agnelli prese in mano la situazione richiamando Lippi alla Juventus. La squadra fu rinnovata con le partenze di Filippo Inzaghi e Zidane, cui sopperirono gli arrivi a peso d'oro di Gianluigi Buffon, Nedvěd e Lilian Thuram. Nella stagione che vide un inedito derby veronese in Serie A tra l'Hellas e la matricola Chievo, il campionato vide il trio formato dai campioni in carica, dalla Juventus e dall'Inter di Héctor Cúper battagliare sino all'ultima giornata. Il titolo pareva a un passo dall'Inter fino a pochi minuti dalla fine della terzultima giornata, ma una serie di marcature simultanee nel recupero delle gare rimescolò una prima volta le carte prima dell'ultima e decisiva giornata il 5 maggio 2002. Quel giorno l'Inter affrontò in trasferta la Lazio, avversario abbordabile ancorché in lotta per la qualificazione alla Coppa UEFA, mentre la Juventus si recò dalla già salva Udinese e la Roma era di scena al Delle Alpi contro il Torino. Juventus e Roma vinsero come da pronostico, ma ciò non riuscì alla favorita Inter che in un convulso epilogo non seppe gestire un doppio vantaggio, finendo per soccombere e perdere uno scudetto che finì a sorpresa alla Juventus, di nuovo campione dopo un quadriennio. Tale stagione venne altresì ricordata per il cammino del sorprendente Chievo di Luigi Delneri, squadra di un piccolo borgo veronese che, con una rosa cresciuta in provincia e composta da sconosciuti esordienti in massima serie, centrò a sorpresa l'accesso in Coppa UEFA dopo essersi già ritrovata per buona parte del girone di andata anche a guidare la classifica. Annata amara invece per la blasonata Fiorentina, retrocessa, fallita e infine costretta a ricominciare la sua storia dalla Serie C2.
L'insperato successo diede nuove convinzioni alla Juventus, che nel 2003 si rilanciò in una stagione rilevante su tutti i fronti, insieme al Milan di Ancelotti rafforzato dagli acquisti di Nesta e Clarence Seedorf, oltre che del portiere brasiliano Dida. Un'Inter privatasi di Ronaldo coi nuovi innesti di Fabio Cannavaro e Hernán Crespo non sembrò inizialmente subire scossoni, tanto che il campionato registrò un testa a testa tra le Milan e Inter fino al giro di boa, dopo di che alla lunga entrambe lasciarono il passo al ritorno della Juventus, anche a causa del lungo impegno europeo che vide le tre italiane arrivare in semifinale di Champions League. La Juventus si aggiudicò nuovamente il titolo, ma il Milan poté ugualmente festeggiare con l'affermazione in Champions League nella finale di Manchester, vinta ai rigori in una «classica» italiana proprio contro la Juventus.

Paolo Maldini, per 7 volte campione d'Italia con il Milan tra il 1988 e il 2004

Il Milan si rifece in campionato dodici mesi dopo con il suo diciassettesimo scudetto. Inizialmente fu la Roma di Capello ad accreditarsi come favorita al titolo, ma le quotazioni della Roma campioni d'inverno uscirono ridimensionate dalla triplice sconfitta (comprese due gare di Coppa Italia) inflitta loro dai rossoneri tra gennaio e febbraio. I milanesi, che potevano contare sull'ucraino Andrij Ševčenko e sul neoacquisto brasiliano Kaká, battendo in casa il 2 maggio 2004 proprio i giallorossi ottennero il titolo con largo margine sui diretti avversari. Nel frattempo dall'edizione 2004-2005, dopo un compromesso con le squadre della Serie B turbate dal caso Catania, la Serie A tornò a venti squadre.
Un Milan definitivamente riassestato dopo le annate altalenanti successive all'ingresso in politica di Berlusconi era il favorito anche per la nuova stagione, ma la Juventus del neoallenatore Capello, giunto a Torino dopo un controverso addio alla Roma, si riprese lo testa della classifica. La Juventus andò in fuga con il solo Milan a inseguire, ma il loro vantaggio che era cresciuto a +8 a gennaio si ridusse nel mese di febbraio fino all'aggancio da parte dei campioni uscenti. Iniziò quindi un testa a testa dove alla fine furono gli impegni di Champions League a fare la differenza: con la Juventus già eliminata il Milan faticò alquanto a mantenersi in lotta sui due fronti, perdendo prima lo scontro diretto casalingo dell'8 maggio 2005 e conseguentemente il titolo, oltre che la Champions League nella convulsa finale di Istanbul contro gli inglesi del Liverpool. Si trattò del ventottesimo scudetto per la Juventus, che si ripeté anche nell'edizione 2005-2006 quando staccò tutte le inseguitrici guadagnando ingenti distacchi. Un calo di rendimento primaverile con conseguente uscita dall'Europa favorì il ritorno del Milan, ma la Juventus seppe difendere fino al termine i tre residui punti di vantaggio. Tale campionato ebbe tuttavia il suo epilogo nelle aule di tribunale, dove venne sovvertito l'esito del campo segnando uno spartiacque nella storia del calcio italiano.

#### Lo scandalo di Calciopoli
Nella primavera del 2006 la Procura della Repubblica di Napoli iscrisse nel registro degli indagati, con l'ipotesi di frode sportiva, numerosi dirigenti di club calcistici italiani. Secondo gli inquirenti questi si sarebbero adoperati per accomodare varie gare del campionato 2004-2005 tramite la costruzione di un sistema di potere in grado di condizionare la classe arbitrale e così ottenere indebiti favori, come parte di una più ampia macchinazione in grado d'influenzare l'attività della FIGC ai massimi livelli. In seguito al coinvolgimento diretto nello scandalo del presidente federale Franco Carraro e del suo vice Innocenzo Mazzini, la FIGC venne commissariata pochi giorni dopo dal CONI.

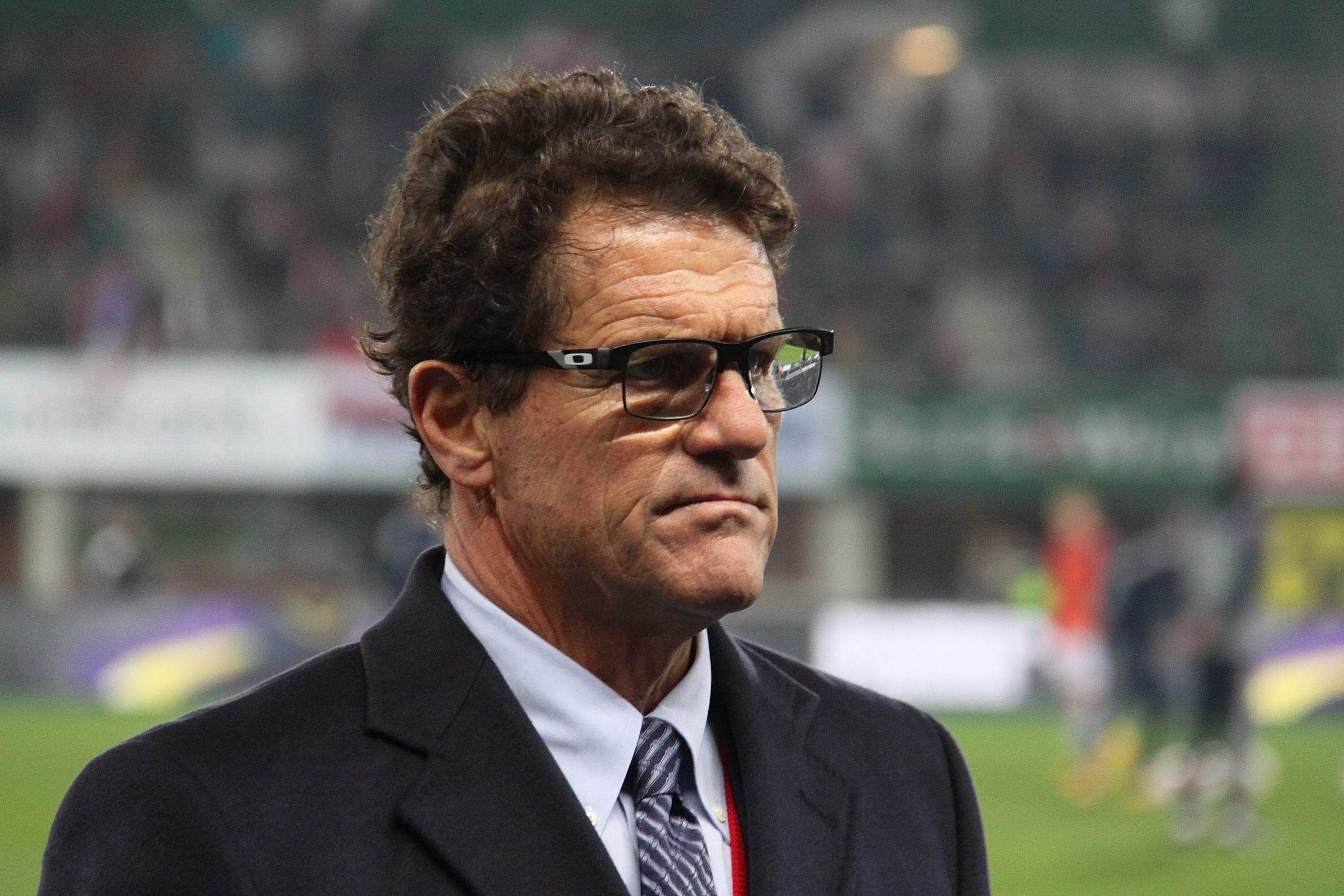
L'allenatore Fabio Capello, già vincente sulle panchine di Milan e Roma, e alla guida della Juventus travolta dallo scandalo Calciopoli

Furono inquisite varie società, in primis la Juventus e il suo dirigente Moggi, oltre a Fiorentina, Lazio, Milan e Reggina. Lo scandalo, battezzato Calciopoli, sfociò in sentenze che rivoluzionarono bruscamente lo «status quo» del calcio nazionale d'inizio millennio. La Juventus, appena riconfermatasi campione d'Italia sul campo, venne retrocessa d'ufficio in Serie B per la prima volta nella sua storia, subendo contestualmente la revoca del titolo 2004-2005 e la non assegnazione di quello 2005-2006; il Milan scalò dal secondo al terzo posto in classifica, venendo escluso a priori dalle riassegnazione dello scudetto 2005-2006; Fiorentina e Lazio si videro private della qualificazione alle competizioni europee; infine alla Reggina furono comminate penalizzazioni da scontare nella stagione entrante.

#### Gli anni dell'Inter
Gli effetti di Calciopoli lasciarono strada libera all'Inter, unica delle tre «grandi» a non subire sanzioni da parte della giustizia sportiva, che tornò alla ribalta dopo oltre un quindicennio, finendo per egemonizzare il calcio nazionale nella seconda metà degli anni 2000. La squadra di Roberto Mancini, quest'ultimo nel frattempo divenuto allenatore, dapprima beneficiò dell'assegnazione a tavolino del titolo 2005-2006 da parte della FIGC e successivamente dominò il campionato 2006-2007, staccando la più diretta rivale Roma di 22 punti grazie anche all'apporto di due pedine prelevate dalla declassata Juventus, Zlatan Ibrahimović e Patrick Vieira. In un'annata in cui l'Inter stabilì diversi primati, si segnalò, nella parte bassa della graduatoria, la salvezza della Reggina di Walter Mazzarri, che nonostante una forte penalizzazione di -11 riuscì comunque a evitare la retrocessione. Tra le squadre coinvolte nello scandalo e che vennero penalizzate, si segnalò soprattutto la Fiorentina, che senza il -15 inflitto si sarebbe classificata al terzo posto, piazzamento finale occupato dalla Lazio, che scontava a sua volta un -3, ma che sarebbe potuto essere di un Milan, anch'esso penalizzato con un -8.

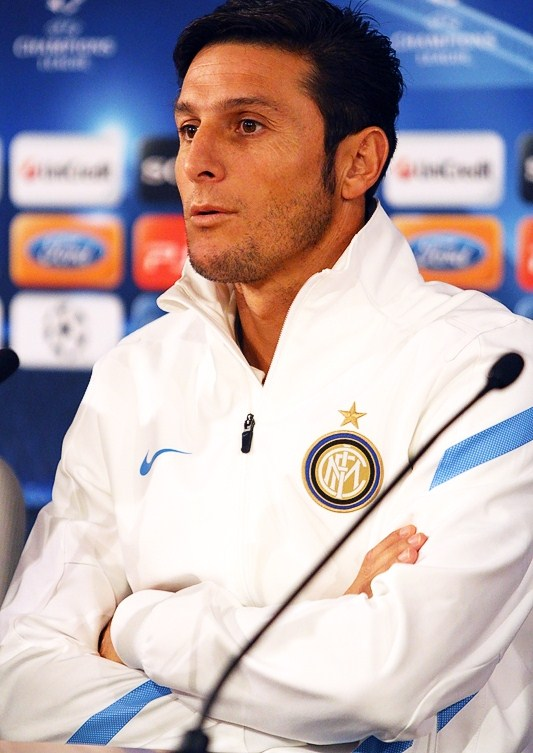
Javier Zanetti, 19 stagioni all'Inter e 5 scudetti consecutivi nella seconda parte degli anni 2000

Il torneo dell'anno successivo vide il ritorno in Serie A della rinnovata Juventus di Claudio Ranieri insieme alle blasonate Genoa e Napoli, entrambe protagoniste di una doppia promozione dalla Serie C1. A vincere fu ancora l'Inter, che si aggiudicò il titolo all'ultima giornata battendo 2-0 un Parma ormai lontano dai fasti degli anni 1990 e così condannato alla Serie B dopo diciotto anni, staccando di misura la Roma di Luciano Spalletti che pure era stata capace di una rimonta e che era andata all'intervallo del turno conclusivo con un virtuale punto di vantaggio sull'Inter.
Nel campionato 2008-2009 con l'approdo dell'allenatore portoghese José Mourinho l'Inter si confermò ancora campione d'Italia, portandosi in testa già dal girone di andata e nonostante la resistenza delle storiche rivali Juventus e Milan, che si alternarono al secondo posto per poi chiudere a pari punti, ampiamente staccate a dieci punti dall'Inter al suo diciassettesimo scudetto.
Nella stagione successiva arrivò il quinto titolo consecutivo per l'Inter. Il campionato fu caratterizzato ancora una volta dal dualismo con la Roma, con un testa a testa conclusosi all'ultima giornata in favore dei campioni uscenti. Questa volta la Roma, che nel frattempo avevano affidato la panchina a Ranieri, si inserirono nella lotta tra Inter e Milan recuperando uno svantaggio di 14 punti e arrivando in testa alla classifica, facendosi però nuovamente scavalcare dall'Inter. Grazie anche alle reti del neoacquisto argentino Diego Milito l'Inter arricchì la sua trionfale stagione con le vittoria della Champions League e della Coppa Italia, divenendo così il primo club italiano a centrare il più prestigioso treble continentale.

### Anni 2010

#### L'interregno del Milan

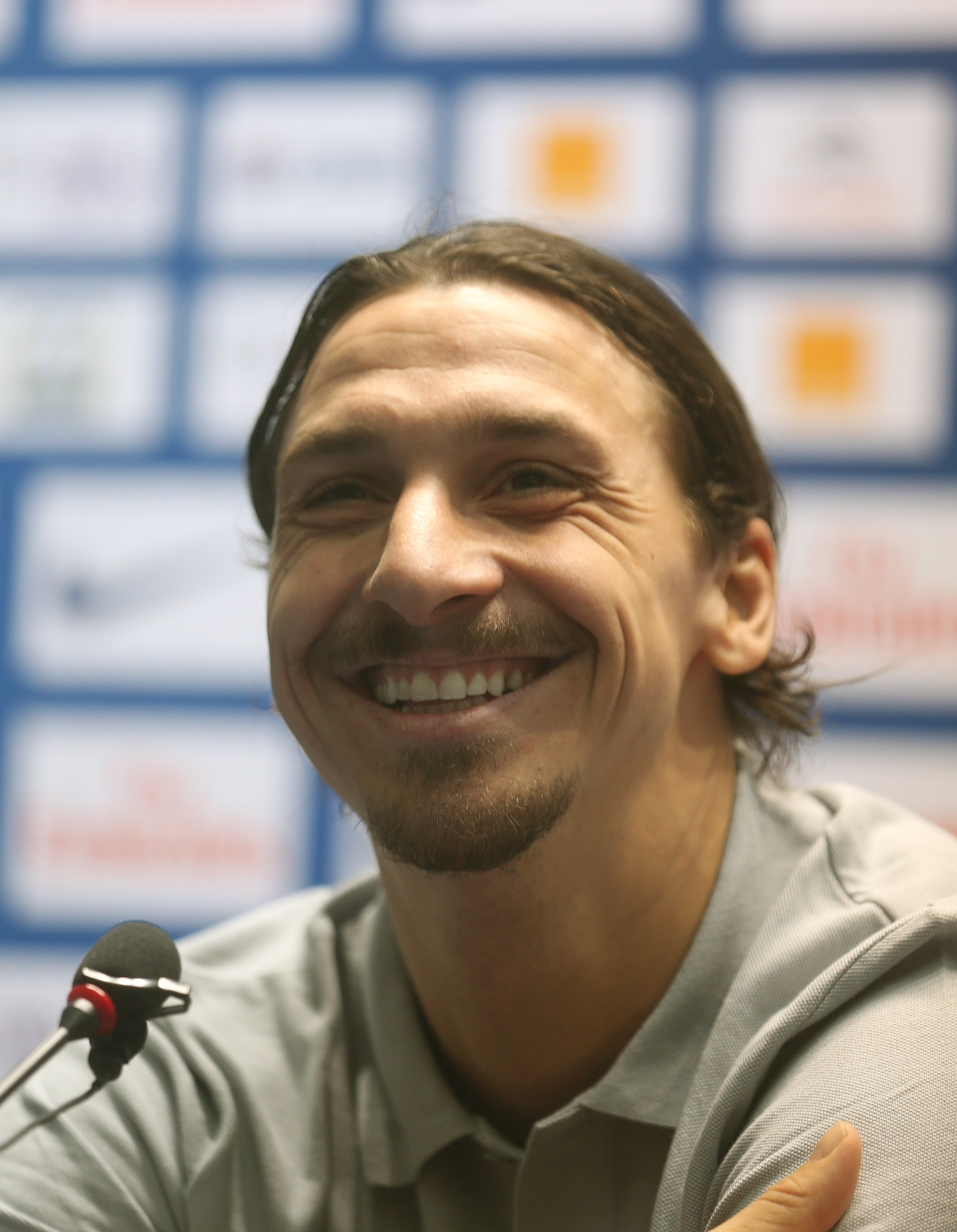
Zlatan Ibrahimović, oltre ai 5 scudetti conquistati tra Inter e Milan, è stato il primo calciatore a bissare il titolo di miglior marcatore della Serie A con 2 club diversi

Nella stagione 2010-2011 si assistette al ritorno al successo del Milan, passato in mano dell'emergente Massimiliano Allegri, che andò incontro a una lotta per il primato abbastanza combattuta e nonostante un avvio altalenante, oltre a numerosi acciacchi fisici di una rosa dall'alta età media, emerse presto quale capolista grazie soprattutto a un'efficace retroguardia, retta dal duo Nesta-Thiago Silva e dall'ancora valido Abbiati in porta, nonché ai gol di Ibrahimović. A rintuzzare il cammino del Milan pensarono i concittadini dell'Inter, ormai alla fine di un ciclo, ma in parte rigenerati dall'arrivo a stagione in corso di Leonardo, oltre che al sempre più competitivo Napoli di Mazzarri, riportato in pochi anni ai vertici dal presidente Aurelio De Laurentiis. Queste contesero il titolo al Milan financo alle ultime giornate, in particolare l'Inter che riavvicinatasi in primavera sino a -2 di fatto abdicò dopo la netta sconfitta nel derby del 2 aprile 2011. Il successivo 7 maggio all'Olimpico di Roma al Milan bastò un pareggio a reti bianche con la Roma per festeggiare dopo sette anni un nuovo scudetto. Dietro il trio di testa si issò l'Udinese, provinciale che raggiunse a sorpresa la qualificazione alla Champions League.
Al di la dei risultati sportivi, tuttavia, il movimento calcistico italiano e di riflesso la Serie A confermarono in questi anni la loro flessione in Europa, perdendo una posizione nel coefficiente UEFA a vantaggio della Germania, attestandosi al quarto posto dietro anche a Inghilterra e Spagna rispettivamente al primo e secondo posto.

#### I nove titoli consecutivi della Juventus
Ancora segnata dai fatti dell'estate 2006, una Juventus nel frattempo caduta in una crisi tecnico-societaria aveva toccato il punto più basso nel biennio 2009-2011 con due deludenti settimi posti consecutivi, l'ultimo dei quali era inoltre costato, a vent'anni dall'ultimo precedente, la mancata qualificazione alle competizioni europee. Per risalire la china, già dal 2010 era in atto una profonda ristrutturazione interna che, tra gli altri, aveva riportato alla presidenza l'imprenditore Andrea Agnelli, quarto esponente della dinastia torinese a occupare la massima carica dirigenziale del club. Tale processo andò a completarsi nell'estate 2011 con l'arrivo in panchina della bandiera bianconera Antonio Conte, cui venne affidata una rinnovata squadra che, a pochi punti fermi del passato come Buffon in porta, Giorgio Chiellini in difesa e il capitano Del Piero di lì al passo d'addio, vedeva volti nuovi come Andrea Pirlo o il giovane Arturo Vidal, tra i futuri cardini della riscossa juventina.

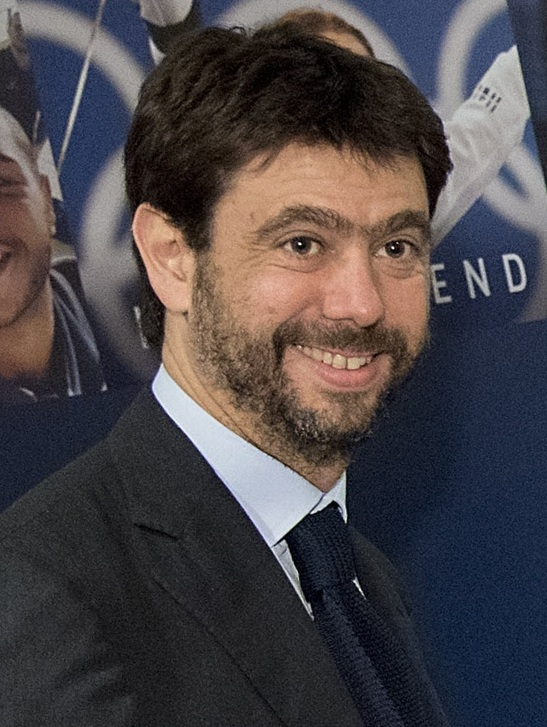
Andrea Agnelli, quarto esponente della famiglia sabauda salito alla presidenza della Juventus, e artefice della squadra che stabilisce il record di 9 scudetti consecutivi tra il 2012 e il 2020

Il campionato 2011-2012 palesò fin dall'avvio la ritrovata verve della Juventus, che dopo un girone di andata da capoclassifica patì la sua unica flessione sul finire dell'inverno; tuttavia nella parte finale del campionato fu più di tutto la voglia di rivalsa dei torinesi, ormai da nove anni lontani dal tricolore, la benzina che fece piazzare il sorpasso decisivo sul Milan campione uscente, prendendosi il titolo con la vittoria esterna sul Cagliari del 6 maggio 2012, in una partita che chiuse simbolicamente l'onda lunga di Calciopoli. Concludendo inoltre l'intero torneo da imbattuti la Juventus fu la terza squadra eguagliare il Perugia del 1978-1979 e il Milan del 1991-1992, ma la prima a conseguire il primato in un torneo a venti squadre. Dietro al duo di testa si piazzò l'Udinese trascinata da Antonio Di Natale, che si confermò terza forza del campionato nei primi anni 2010.
La Juventus bissò il successo nel torneo seguente, questa volta con maggiore autorevolezza. La Juventus, che nell'estate 2012 aveva accolto l'enfant prodige Paul Pogba, si portò in testa già nelle prime giornate rintuzzando antagoniste come il discontinuo Napoli, sospinto dalle reti di Edinson Cavani, oltre all'effimera Inter del giovane allenatore Andrea Stramaccioni. La Juventus mantenne un distacco rassicurante per tutto il campionato e il secondo scudetto consecutivo si concretizzò senza eccessivi patemi il 5 maggio 2013 con una vittoria di rigore allo Stadium di Torino sul Palermo.
La squadra ancora allenata da Conte fece suo il terzo scudetto consecutivo nella stagione 2013-2014, quando respinse la concorrenza con una netta supremazia. Solo la Roma guidata da Rudi Garcia seppe porre un iniziale contrasto alla Juventus inanellando il primato di vittorie nei primi dieci turni, ma ciò non bastò a fermare la rincorsa dei campioni in carica, che ulteriormente rinforzatisi coi gol di Carlos Tévez a fine novembre presero la testa della classifica, legittimandola poi nel vittorioso scontro diretto d'inizio 2014 che di fatto fu l'inizio di una lunga corsa solitaria. Il successivo 4 maggio senza neanche scendere in campo per via di una concomitante sconfitta della Roma a Catania la Juventus fece suo il trentesimo scudetto – prima squadra a raggiungere la «terza stella». A riprova di un cammino enorme a fine stagione la Juventus distanziò di 17 punti la Roma e di 24 il Napoli di Rafael Benítez, mentre tra i vari primati stabiliti spiccarono i 102 punti in classifica, tripla cifra mai toccata prima nei campionati italiani, nonché sesto punteggio a livello europeo. Questa stagione segnò anche la fine della quasi ventennale era morattiana all'Inter.

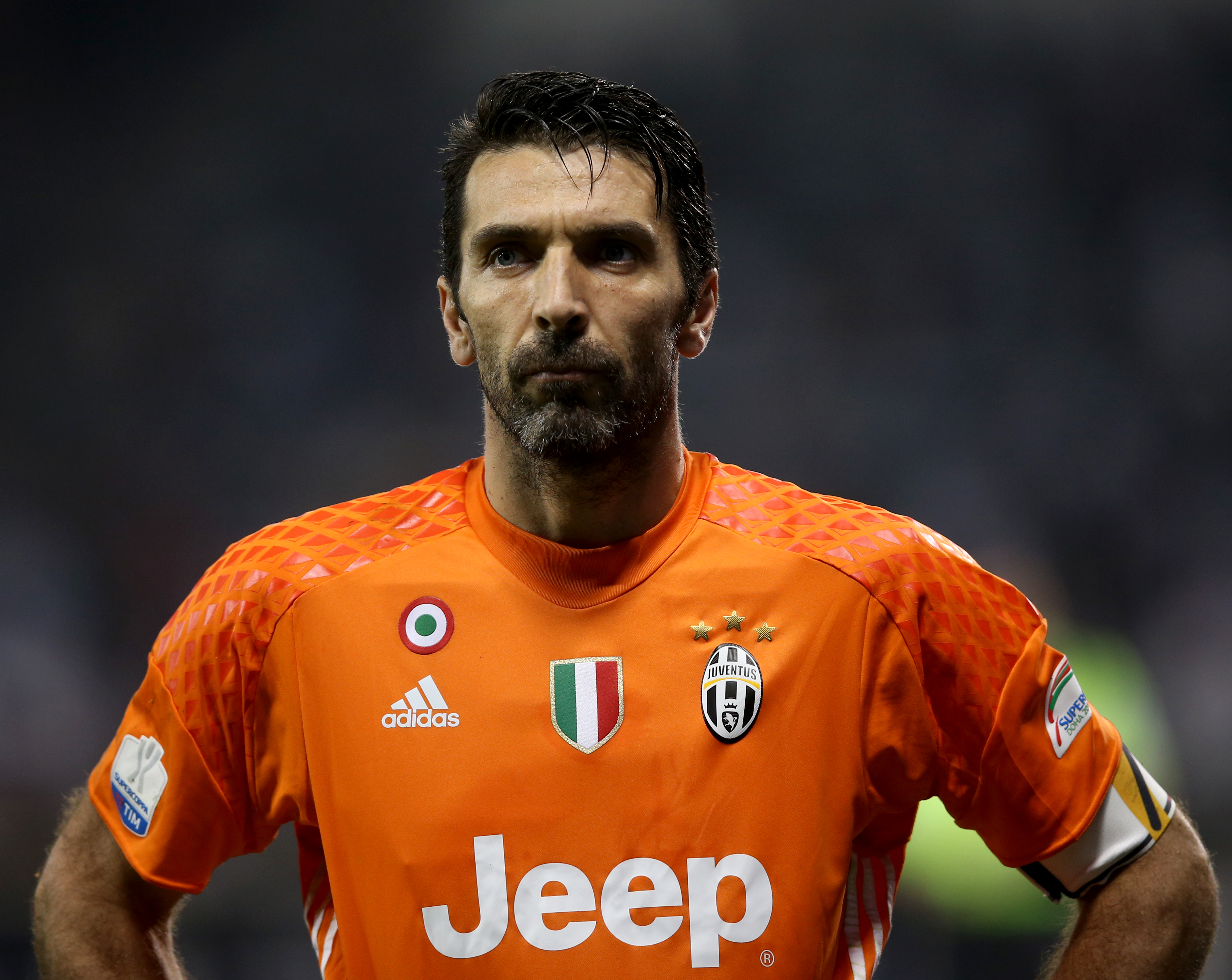
Il portiere Gianluigi Buffon è il più scudettato nella storia del calcio italiano con 10 campionati, tutti vinti in maglia juventina, oltreché bandiera dei bianconeri dominatori della Serie A negli anni 2010

I successi della Juventus proseguirono anche nell'annata 2014-2015, con la squadra che non risentì dell'improvviso cambio di allenatore nel mezzo del ritiro estivo col passaggio dal dimissionario Conte ad Allegri, riuscendo a staccare a gennaio la più diretta inseguitrice, ancora una volta la Roma, per poi involarsi agevolmente nella tornata conclusiva verso la conquista del quarto titolo nazionale di fila, arrivato con quattro turni di anticipo a Marassi contro la Sampdoria. Lontano dalle posizioni di vertice fu invece da dimenticare la stagione delle altre due storiche protagoniste della Serie A, Inter e Milan, rimaste entrambe escluse dall'Europa: una disfatta che non avveniva da quasi sessant'anni e per la prima volta dall'istituzione delle competizioni UEFA.
Neanche un corposo cambio della rosa nell'estate 2015 riuscì a intaccare il dominio della Juventus in questa fase della Serie A, che con l'addio a vari punti fermi degli anni precedenti la portò a un avvio sottotono nel campionato 2015-2016, relegandola a sorpresa fino all'autunno financo ai margini della zona retrocessione e lasciando temporaneamente la ribalta della lotta scudetto a discontinue rivali quali la Fiorentina di Paulo Sousa, il Napoli di Maurizio Sarri e Inter e Roma tornate dopo qualche stagione in mano rispettivamente a Mancini e Spalletti. Ciononostante, una volta trovati nuovi equilibri, la Juventus – retta dalla solidità del trio difensivo Barzagli-Bonucci-Chiellini che permise al portiere e capitano Buffon di stabilire con 974' il primato d'imbattibilità della Serie A e nelle cui file emerse presto il talento del giovane argentino Paulo Dybala – fu artefice di una impronosticabile rimonta, riassunta in un filotto di 24 vittorie su 25 partite che annullò uno svantaggio di -11 dalla vetta, e che dopo avere «smentito un secolo di statistiche» portò la squadra, il 25 aprile 2016 (dopo l'esito dello scontro tra le inseguitrici Napoli e Roma), a riconfermarsi per la quinta volta consecutiva campione d'Italia: dopo ottantuno anni la Juventus bissò il suo «Quinquennio d'oro» divenendo la prima squadra nella storia del calcio italiano a mettere assieme due diversi lustri di scudetti. Dovettero ancora accontentarsi delle piazze d'onore il Napoli, che pure si era issato a campione d'inverno (e a cui non bastarono i 36 gol di Gonzalo Higuaín, capace dopo sessantasei anni di battere il precedente primato di reti, nell'era del girone unico, di Nordahl), e la Roma, le due più accreditate rivali della Juventus a metà del decennio.

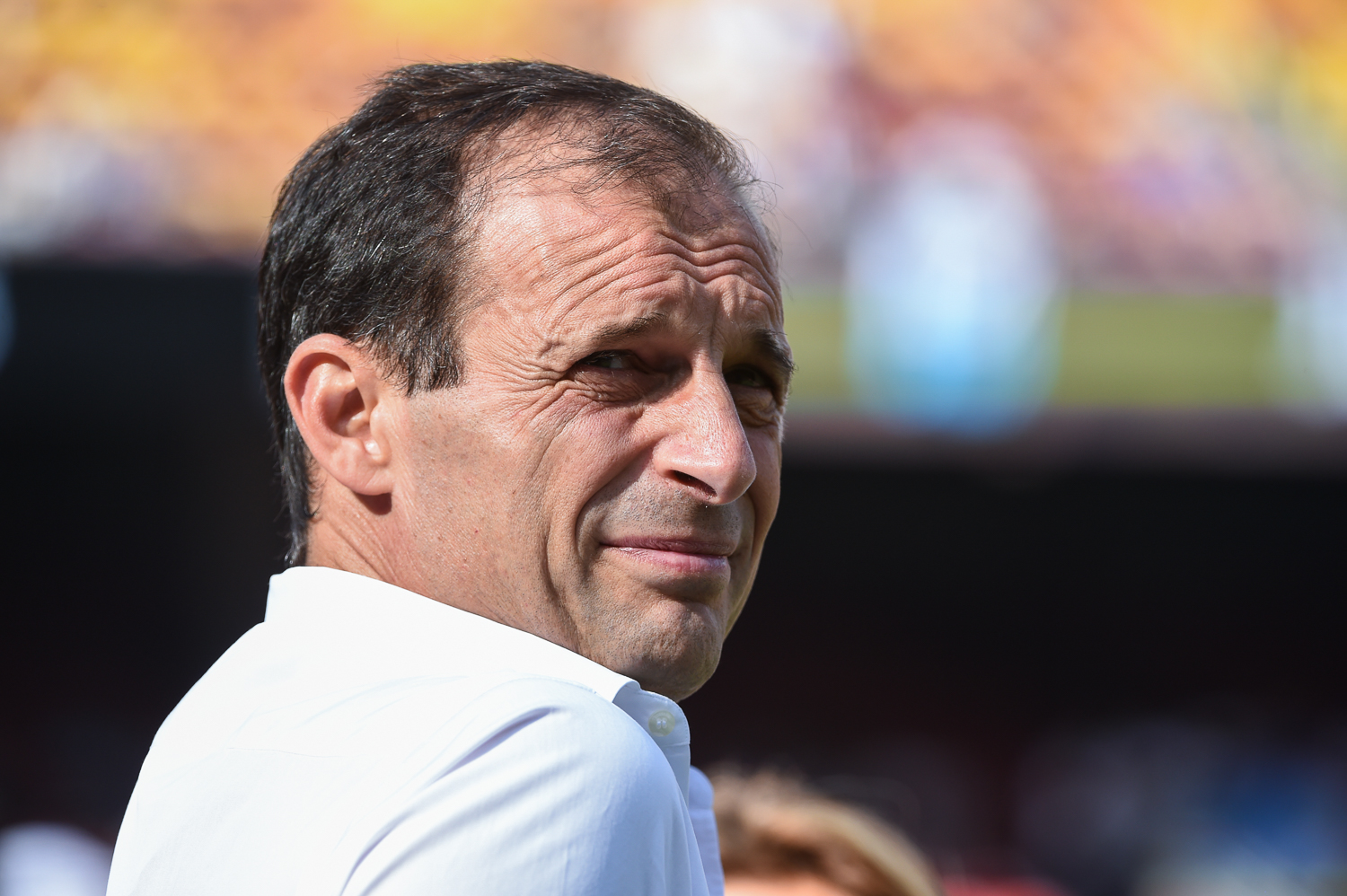
Dopo lo scudetto del 2011 vinto al Milan, Massimiliano Allegri approda alla Juventus dove tra il 2015 e il 2019 diventa l'unico tecnico, nella storia del calcio italiano, capace di inanellare 5 titoli consecutivi

Nella stagione 2016-2017 la Juventus proseguì la sua striscia tricolore, vincendo il campionato davanti a giallorossi e azzurri, questi ultimi orfani del capocannoniere della stagione precedente, Higuaín, passato proprio ai bianconeri: per i torinesi si trattò del sesto titolo consecutivo, un primato nella storia della Serie A. Il record venne ulteriormente migliorato nella stagione 2017-2018, quando i bianconeri conquistarono il settimo scudetto di fila, in un campionato caratterizzato dal dualismo con un Napoli cui non bastò segnare il primato di punti per la seconda classificata (91). Questa stagione segnò l'introduzione della tecnologia VAR e il ritorno di quattro squadre italiane in Champions League, oltreché la fine della trentennale era berlusconiana al Milan.
Il decennio si chiuse con altri due successi della Juventus, che portarono la striscia di scudetti consecutivi a nove: nella stagione 2018-2019 i bianconeri vinsero, ancora davanti al Napoli, un campionato mai in discussione, permettendo ad Allegri di diventare il primo allenatore nella storia del campionato italiano a vincere 5 scudetti di fila; nella stagione 2019-2020 il successo arrivò davanti all'Inter, al termine di un campionato combattuto che vide i torinesi lottare con gli stessi meneghini e la Lazio. La stagione passò alla storia anche per la pandemia di COVID-19, che costrinse il campionato a fermarsi per tre mesi e concludersi in piena estate (l'unico torneo sospeso in precedenza era quello del 1914-1915, interrotto dalla Grande Guerra). Il nono campionato di fila della Juventus fu anche il primo per Sarri, scelto dalla Juventus per sostituire Allegri dopo i trascorsi napoletani.

### Anni 2020

#### Il ritorno al successo delle milanesi
La stagione 2020-2021, ancora condizionato dalla pandemia di COVID-19, vide abdicare la Juventus a vantaggio dell'Inter dopo nove anni di successi. Guidati in panchina dall'ex allenatore bianconero Conte, i meneghini vinsero il 19º scudetto della loro storia, a undici anni dal precedente. I nerazzurri dominarono un torneo conteso solo per metà stagione dai rivali cittadini del Milan, e si laurearono campioni con quattro giornate di anticipo; nell'occasione, la famiglia cinese Zhang divenne la prima proprietà straniera a vincere il campionato in Italia. A completare il podio furono il Milan, arrivato a 12 punti dall'Inter ma tornato in Champions League dopo una lunga assenza, e l'Atalanta, alla terza qualificazione consecutiva alla massima competizione europea. Il quarto posto e ultimo posto utile in zona Champions fu appannaggio di una Juventus che abdicò dopo oltre tremila giorni da detentrice, e ormai avviata ad affrontare nelle stagioni seguenti la fine di un ciclo della propria storia, sia sul piano sportivo sia su quello societario.
Nella stagione 2021-2022 si assistette a un passaggio di testimone tra le due squadre meneghine, con il Milan che, al termine di un acceso duello risoltosi solo all'ultima giornata, si prese la rivincita sui rivali cittadini guidati da Simone Inzaghi: per i rossoneri si trattò del 19º scudetto della loro storia, a undici anni di distanza dal precedente, mentre per il tecnico Stefano Pioli fu il primo successo in assoluto.

#### I nuovi scudetti del Napoli, la «seconda stella» dell'Inter

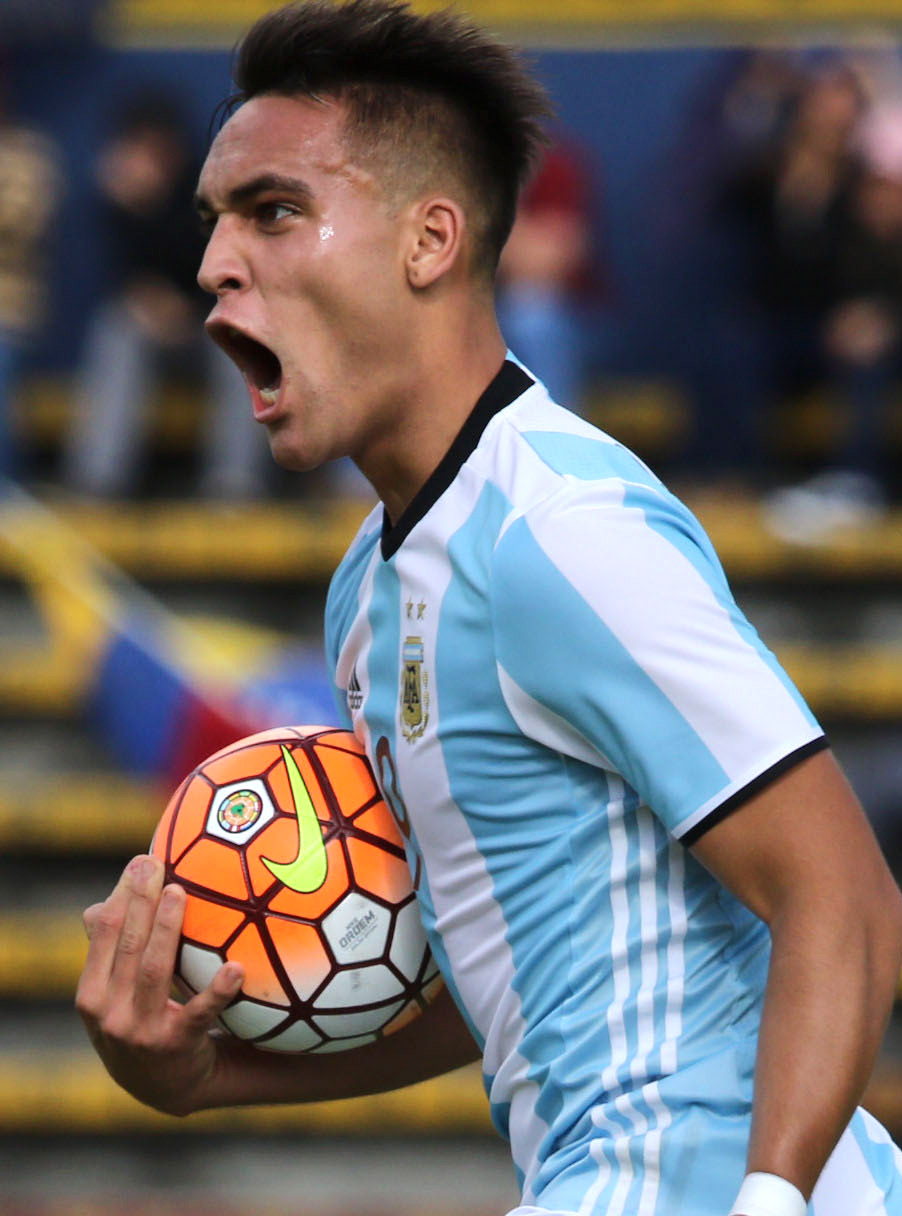
Lautaro Martínez, trascinatore dell'Inter della «seconda stella» nel 2024

L'edizione 2022-2023 – segnata a livello di calendario da un'insolita pausa bimestrale sul finire dell'anno solare, per lasciare spazio al mondiale qatariota – vide il ritorno al successo del Napoli, a trentatré anni dalla precedente affermazione: i partenopei, sospinti dal capocannoniere Osimhen e dalla rivelazione K'varatskhelia, dominarono il campionato mantenendo la vetta pressoché dalla prima all'ultima giornata, incamerando il terzo titolo della loro storia con cinque turni di anticipo. Per l'allenatore Spalletti, al secondo anno sulla panchina azzurra, si trattò del primo scudetto, che ne fece inoltre il più vecchio a vincerlo per la prima volta; un primato strappato a Sarri, nell'occasione arrivato proprio alle spalle dei campani con la sua Lazio; più attardate le milanesi, in parte distratte da un percorso continentale che le vide mettere in scena un «euroderby» in semifinale di Champions League. Da segnalare la retrocessione della Sampdoria, dopo undici anni di militanza consecutiva in massima serie.

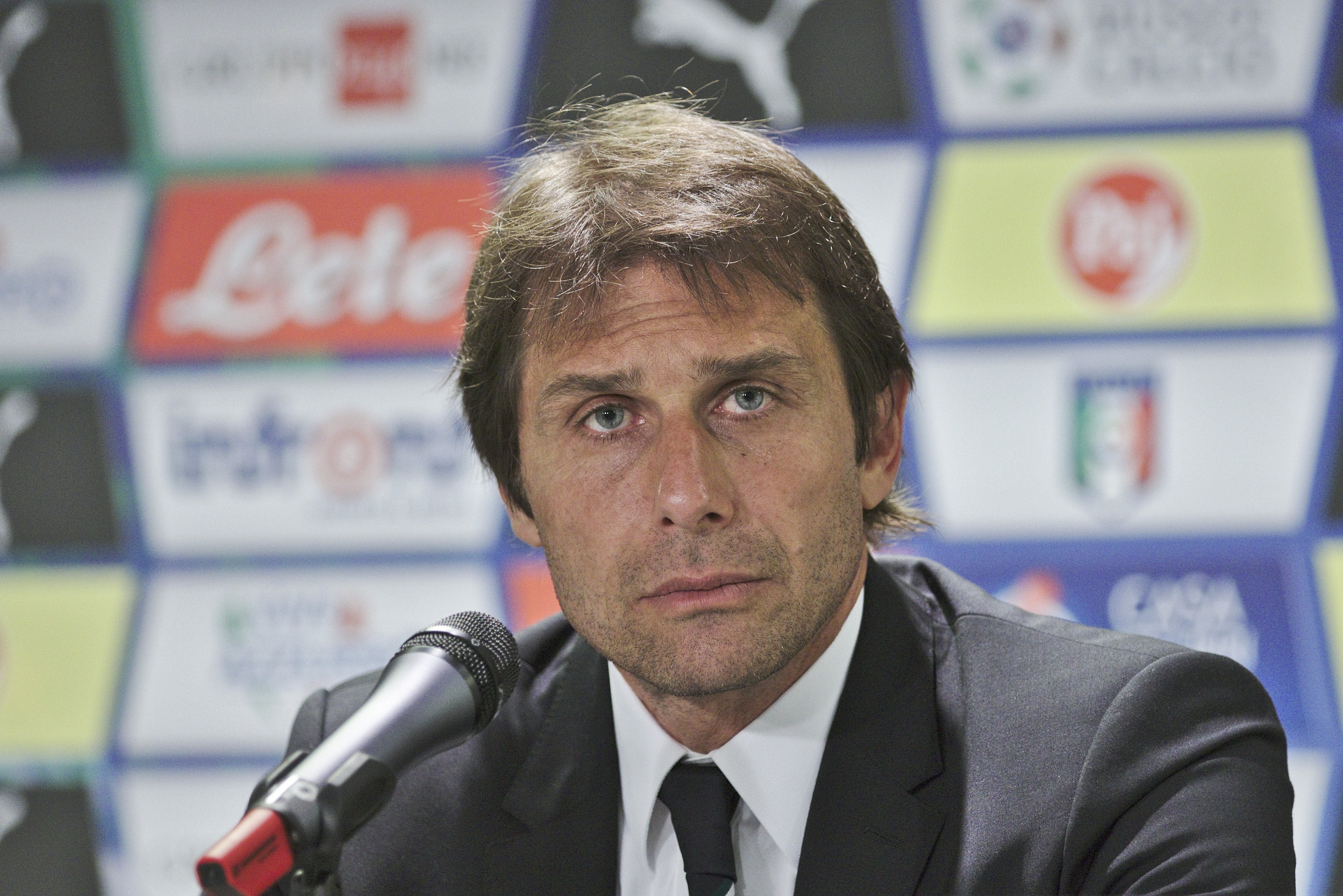
Antonio Conte, 5 scudetti da giocatore tra il 1995 e il 2003, e 3 da allenatore dal 2012 al 2014, sempre con la Juventus; in panchina arriverà un quarto titolo nel 2021, con l'Inter, e un quinto nel 2025, con il Napoli, facendone l'unico tecnico scudettato con tre diversi club

La stagione 2023-2024 vide l'Inter tornare allo scudetto a tre anni dal precedente, al termine di un campionato conteso dalla Juventus solo fino al giro di boa del campionato, prima del decisivo allungo in classifica. La vittoria del 20º titolo della storia nerazzurra arrivò a cinque giornate dal termine, grazie al successo per 2-1 nella stracittadina contro il Milan: un successo particolarmente significativo, visto che permise ai lombardi di fregiarsi della «seconda stella», conquistata a cinquantotto anni di distanza dalla prima. Tra gli artefici principali dello scudetto si distinse l'argentino Martínez, capocannoniere del torneo, mentre per il tecnico Simone Inzaghi si trattò del primo titolo nazionale. I risultati stagionali dei club italiani nelle coppe europee, inoltre, determinarono uno slot aggiuntivo per la Serie A in Champions League, complice l'allargamento delle partecipanti: tra le qualificate spiccò il Bologna, che fece ritorno nella massima competizione europea a sessant'anni dalla precedente partecipazione. Da menzione la retrocessione del Sassuolo, che scese in Serie B dopo undici anni consecutivi in massima serie.
Dal torneo precedente era uscito deluso più di tutti il Napoli che, non senza sorpresa, non era mai stato in condizione di difendere concretamente il titolo: gli azzurri si rifecero nel campionato 2024-2025. Rinnovatasi con Antonio Conte in panchina, Romelu Lukaku in avanti e la rivelazione Scott McTominay, la squadra campana emerse come la sola capace di reggere il ritmo dell'Inter campione uscente, quest'ultima data per favorita per gran parte dell'annata; ma nel serrato rush finale proprio i nerazzurri, distratti dai contemporanei impegni di coppa, incappano in fin troppi passi falsi che permisero il decisivo sorpasso del Napoli, che pure dovette attendere l'ultimo turno per festeggiare il suo quarto tricolore. Per Conte si trattò del quinto scudetto in panchina, che ne fece il primo allenatore della storia capace di vincere il campionato italiano con tre squadre differenti.